# Storia dei concetti razziali nella specie umana
Il concetto di razza come suddivisione predeterminata nella specie umana anatomicamente moderna (Homo sapiens), ha una storia lunga e complessa. Il termine stesso di "razza" è un concetto moderno e, tra il XVI e il XIX secolo è stato spesso inteso nel senso di appartenenza ad una stessa Nazione o Etnia. Esso acquisì il suo senso moderno nel campo dell'antropologia fisica solo a partire dalla metà del XIX secolo.
La politicizzazione dell'argomento, sotto il concetto di razzismo, nel XX secolo condusse ad una significativa riduzione degli studi razziali tra gli anni trenta e ottanta, culminando in un'opera di decostruzione nel post-strutturalismo venendo ad intendere il concetto di "razza" come una tipica "costruzione sociale".
Dagli anni novanta in poi vi è stato un rinnovato interesse per le questioni razziali nel campo della genetica, nello studio della variabilità del fenotipo e nello studio quantitativo del "raggruppamento genetico".

## Etimologia
Parola attestata dal XIV secolo, come femminile di razzo.  L'etimologia di questa parola è incerta, con un gran numero di suggerimenti controversi.
 che significherebbe qualcosa come un'idea platonica, un archetipo.
Una soluzione non definitiva è stata offerta da Gianfranco Contini nel saggio "I più antichi esempi di “razza”," in cui ha tentato di dimostrare che il termine deriva dall'antico francese "haraz" (allevamento dei cavalli); questa etimologia è stata accettata anche da Spitzer.
Dall'italiano derivano anche i termini equivalenti nelle altre lingue occidentali, anche nel francese.
Il termine "razza", interpretato per significare una discendenza da un progenitore comune, venne introdotto per la prima volta nella lingua inglese intorno al 1580 come race, a partire dal termine francese rasse (1512) e da quello italiano razza. Un termine precedente seppur etimologicamente distinto per indicare un concetto simile fu il termine latino genus, che significa "nascita", "discendenza", "origine", "gruppo" o "famiglia". La lingua latina ha congiunto il termine - come parole imparentate - a quelli greci di genos (γένος), la quale significa a sua volta "categoria", "stirpe", e gonos che vale per "nascita", "discendenza" e "genere".
Questa origine tardiva del termine in inglese e francese è coerente con la tesi che il concetto di razza, come definizione di un piccolo gruppo di esseri umani basati su un'unica origine risale al tempo di Cristoforo Colombo, per riferirsi esclusivamente ai nativi americani e agli Indios. Le concezioni più antiche, che si basavano anche su una discendenza comune, come la nazione e la tribù, comportano un numero molto maggiore di raggruppamenti.

## Storia antica
In molte civiltà antiche gli individui con apparenze fisiche molto diverse, potevano diventare pienamente membri di una determinata società, crescendo e sviluppatosi all'interno di quella stessa società o adottandone le norme culturali.
Le civiltà dell'antichità classica, dall'antica Roma alla storia della Cina, tendevano ad investire la massima importanza nell'affiliazione tribale o ad una famiglia piuttosto che basarsi sull'aspetto fisico di un determinato individuo. Le società continuavano a distinguere le caratteristiche fisiche, come il colore dei capelli e degli occhi, associandole però alle qualità psicologiche e morali, ed assegnavano solitamente le qualità più alte al proprio popolo, riducendo le qualità degli altri popoli stranieri o barbari e quelle delle classi sociali più basse o estranee alla propria società di appartenenza. Ad esempio uno storico della Dinastia Han (III secolo), nel territorio della Cina attuale, descrive i "barbari" con i capelli biondi e gli occhi verdi, del tutto simili "alle scimmie da cui sono discesi"
Dominante nelle concezioni antiche greco-romane della diversità umana era la tesi che le differenze fisiche presenti tra le diverse popolazioni potevano essere attribuite a fattori ambientali. Anche se i popoli antichi con tutta probabilità non avevano conoscenza della teoria dell'evoluzione o della variabilità genetica, i loro concetti di razza potrebbero essere descritti come "malleabili".
Tra le cause ambientali della differenza fisica nel periodo antico le principali erano considerate il clima e la geografia. Anche se i pensatori delle antiche civiltà hanno riconosciuto le differenze presenti nelle caratteristiche fisiche tra le diverse popolazioni, il concetto generale riassumibile era che tutti i non-Greci erano "Barbari" (stranieri/strani). Tuttavia questo status di barbari non era pensato per essere risolto o cambiato; semplicemente si poteva uscire dallo status di barbari adottando la cultura dell'antica Grecia (Robert Graves).

### Antichità classica

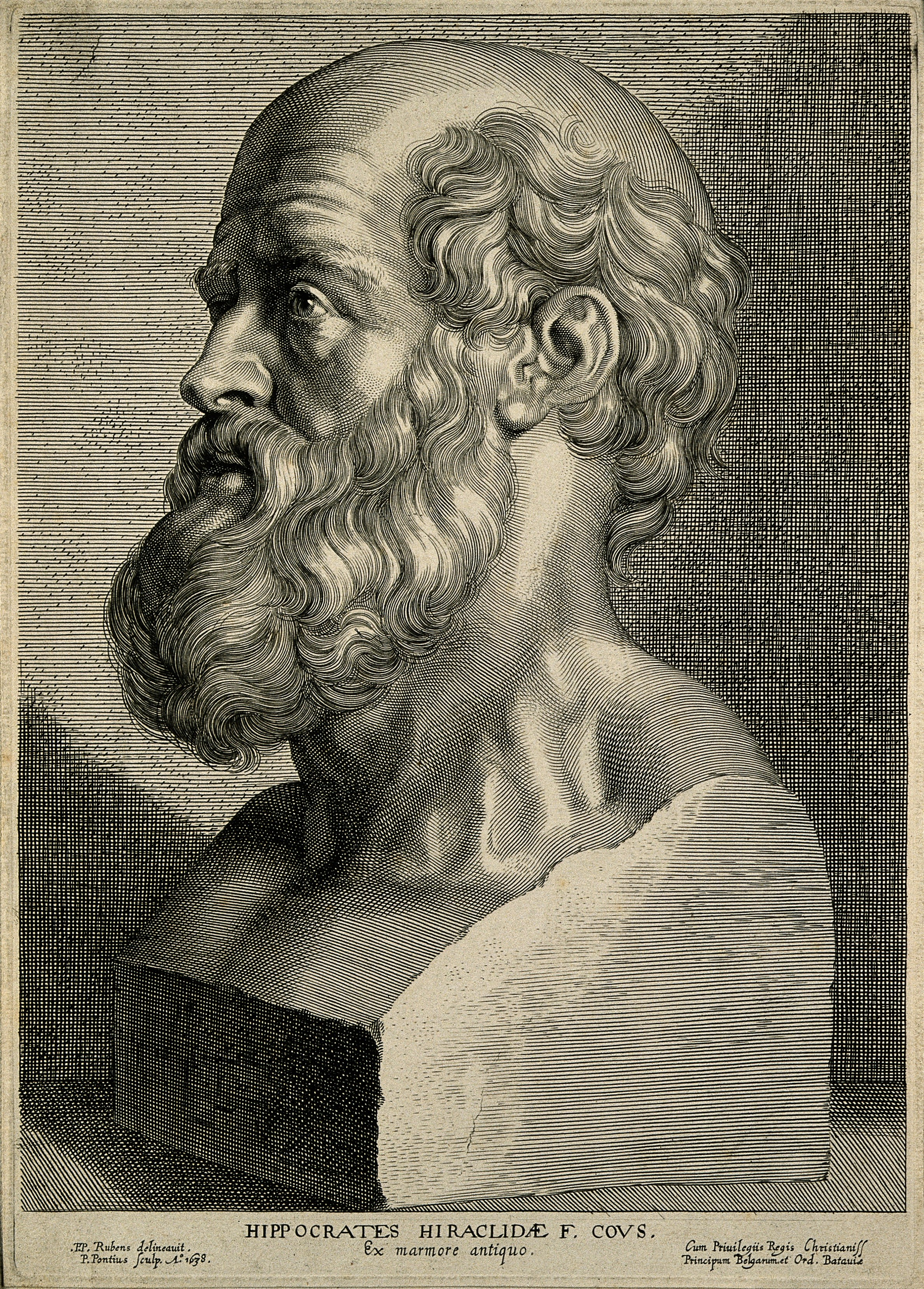
Il padre della medicina occidentale Ippocrate (460-370 a.C.).

Il medico greco Ippocrate credeva, come molti altri pensatori della storia antica, che fattori quali la geografia e il clima svolgessero un ruolo significativo per determinare l'aspetto fisico dei diversi popoli. Egli scrive che "le forme e le disposizioni dell'umanità corrispondono alla natura del paese". Egli attribuisce le differenze fisiche e temperamentali tra i diversi popoli a fattori ambientali come il clima, le fonti d'acqua, l'altitudine e il tipo di terreno; ebbe anche ad osservare che i climi temperati creavano popoli "lenti e non adatti a lavorare", mentre i climi più estremi conducevano i popoli ad essere "bruschi, industriosi e vigili". Osservò infine che i popoli dei paesi montani erano "robusti, alti e molto idratati" e mostravano caratteristiche "intraprendenti e guerriere" laddove invece i popoli situati ad un più basso livello del terreno, ben ventilato e irrigato erano maggiormente affetti da effeminatezza e da una gentilezza connaturata.
intelligenti e ingegnosi e i Siri imbelli e amanti del lusso , ma insieme intelligenti, ricchi di slancio, condiscendenti, rapidi nell'imparare. Se infatti, non cogliendo alcun motivo per questa diversità tra i popoli, si preferisce affermare che essa si produce spontaneamente, come si può poi credere che il mondo è governato da una provvidenza? Se invece se ne dànno cause precise, che mi si dicano e mi si spieghino nel nome del demiurgo stesso."»

### Medioevo

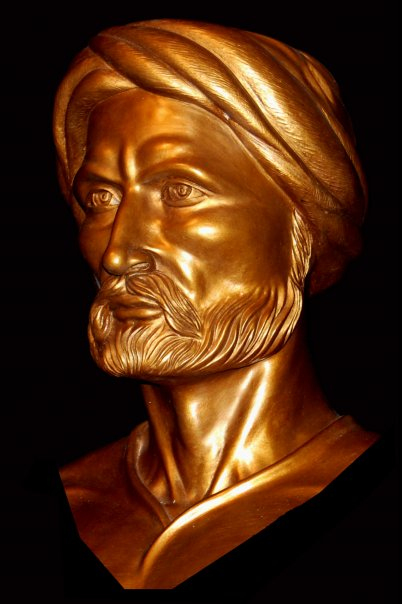
Busto di Ibn Khaldun.

I modelli medievali europei di razza erano generalmente mescolati. Le idee classiche, che si rifacevano alla Bibbia, affermavano che l'umanità nel suo complesso discendesse dai tre progenitori biblici Sem, Cam e Jafet - i tre figli di Noè - i quali produssero la distinzione tra Semiti (in Asia), Camiti (in Africa) e Jafeti (o popoli indoeuropei).
Questa teoria risale al Talmud babilonese ebraico il quale afferma che i discendenti di Cam sono maledetti per il fatto di essere Negroidi e perché Cam viene descritto come uomo peccatore e la sua progenie come una stirpe di degenerati.
Nel IX secolo al-Jāḥiẓ, esponente afro-arabo della prima filosofia islamica tentò di spiegare le origini del diverso colore della pelle umana, in particolare quella dei negri, che credeva fosse il risultato dell'ambiente secco e inondato dal sole; citò una regione rocciosa di basalto nero presente nella regione del Najd - posta al centro della penisola arabica - come prova della sua teoria.
Nel XIV secolo lo storico islamico, filosofo e padre della sociologia Ibn Khaldun (1332-1404) fu un sostenitore dell'idea che la descrizione sulla dispersione dei popoli e delle loro relative caratteristiche presente nel Talmud babilonese fosse solo un mito. Scrisse che la pelle nera fosse dovuta al clima caldo presente nell'Africa subsahariana e non a causa della "discendenza maledetta" prodotta dall'animo malevolo di Cam. Molti tra gli scritti arabi di questo periodo rimasero generalmente inaccessibili agli europei.
Più tardi, durante l'epoca conosciuta come colonialismo, le opere di Ibn Khaldun vennero per la prima volta tradotte in francese, soprattutto per l'utilizzo che ne veniva fatto in quella che sarebbe diventata l'Algeria francese; ma in questo contesto l'opera venne trasformata dalla conoscenza locale in "categorie coloniali di conoscenza". The Negro Land of the Arabs Examined and Explained (Il paese negro degli arabi esaminato e spiegato, 1841) di William Desborough Cooley contiene degli estratti di traduzioni dell'opera di Khaldun che non furono colpiti dalla censura coloniale francese. Per esempio Cooley cita che Khaldun descrive la grande civiltà africana dell'Impero del Ghana:
"Il popolo del Ghana aveva per vicini, ad est una nazione che secondo gli storici era chiamata Súsú (il popolo Sosso); dopo di che ne giungeva un'altra di nome Malài; e dopo ancora un'altra conosciuta con il nome di Kaǘkaǘ; anche se alcune persone preferiscono un'ortografia diversa e scrivono questo nome come Kághó. Quest'ultima nazione è stata seguita da un popolo chiamato Tekrur. Il popolo di Ghánah si è estinto nel tempo, essendo sopraffatto o assorbito dai Molaththemún (o "popolo morbido", corrispondenti ai Morabiti), che li avvicinavano a nord verso il paese dei Berberi e, prendendo possesso dei loro territori, li costrinsero ad abbracciare la religione dei maomettani. Il popolo di Ghánah, invaso in un secondo tempo dai Súsú, nazione dei Neri situata nelle sue vicinanze, è stato sterminato o mescolato ad altre nazioni nere".»
Ibn Khaldun suggerisce che vi sia stato un legame tra l'ascesa degli Almoravidi e il declino dell'impero ghanese, ma gli storici non hanno trovato alcuna prova che lasci supporre una conquista almoravida del Ghana.

## Primo periodo moderno

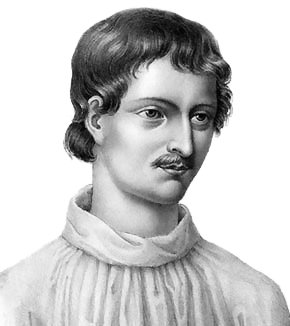
Il filosofo italiano del XVI secolo Giordano Bruno tentò una rudimentale sistemazione geografica di popolazioni umane conosciute basandosi sul colore della pelle.

Gli scienziati che erano interessati alla storia naturale, inclusi gli studiosi di Biologia e Geologia, presero il nome di "Naturalisti". Il loro compito è quello di raccogliere, esaminare, descrivere e organizzare i dati derivanti dalle loro esplorazioni per inserirli in categorie secondo determinati criteri; gli studiosi che erano particolarmente abili nell'organizzazione di determinati insiemi di dati in una maniera logica e completa erano conosciute come "Classificatori" e "Sistematici". Questo procedimento rappresentava una nuova tendenza presente all'interno della Scienza, che serviva a rispondere a domande fondamentali raccogliendo e organizzando materiali per uno studio sistematico, noto anche come Tassonomia.
Mentre lo studio della storia naturale cresceva, cominciò uno sforzo da parte della società nel tentativo di classificare i gruppi umani. Alcuni scienziati e studiosi di Zoologia si domandarono che cosa avesse reso gli esseri umani diversi dagli altri membri dell'ordine dei Primati; inoltre si chiesero se gli Homo sapiens dovessero essere classificati come un'unica specie con molteplici varietà oppure come specie separate.
Nel XVI e XVII secolo gli scienziati tentarono di classificare l'Homo sapiens basandosi su una disposizione geografica delle popolazioni umane basate sul colore della pelle, altri semplicemente sulla posizione geografica, sulla forma, sulla statura, sulle abitudini alimentari e sulle altre caratteristiche distintive. Occasionalmente si utilizzava il termine "razza", ma la maggior parte dei primi tassonomisti usava termini classificatori quali "popoli", "nazioni", "tipi", "varietà" e "specie".
Il filosofo italiano Giordano Bruno (1548-1600) ed il filosofo francese Jean Bodin (1530-1596) tentarono una rudimentale sistemazione geografica di popolazioni umane conosciute basandosi sul colore della pelle. Le classificazioni dei "colori umani" di Bodin furono puramente descrittive, inclusi i termini neutri come "colore tetro", "colore arrostito", "negro", "castagno" e "bianco accettabile".

### XVII secolo

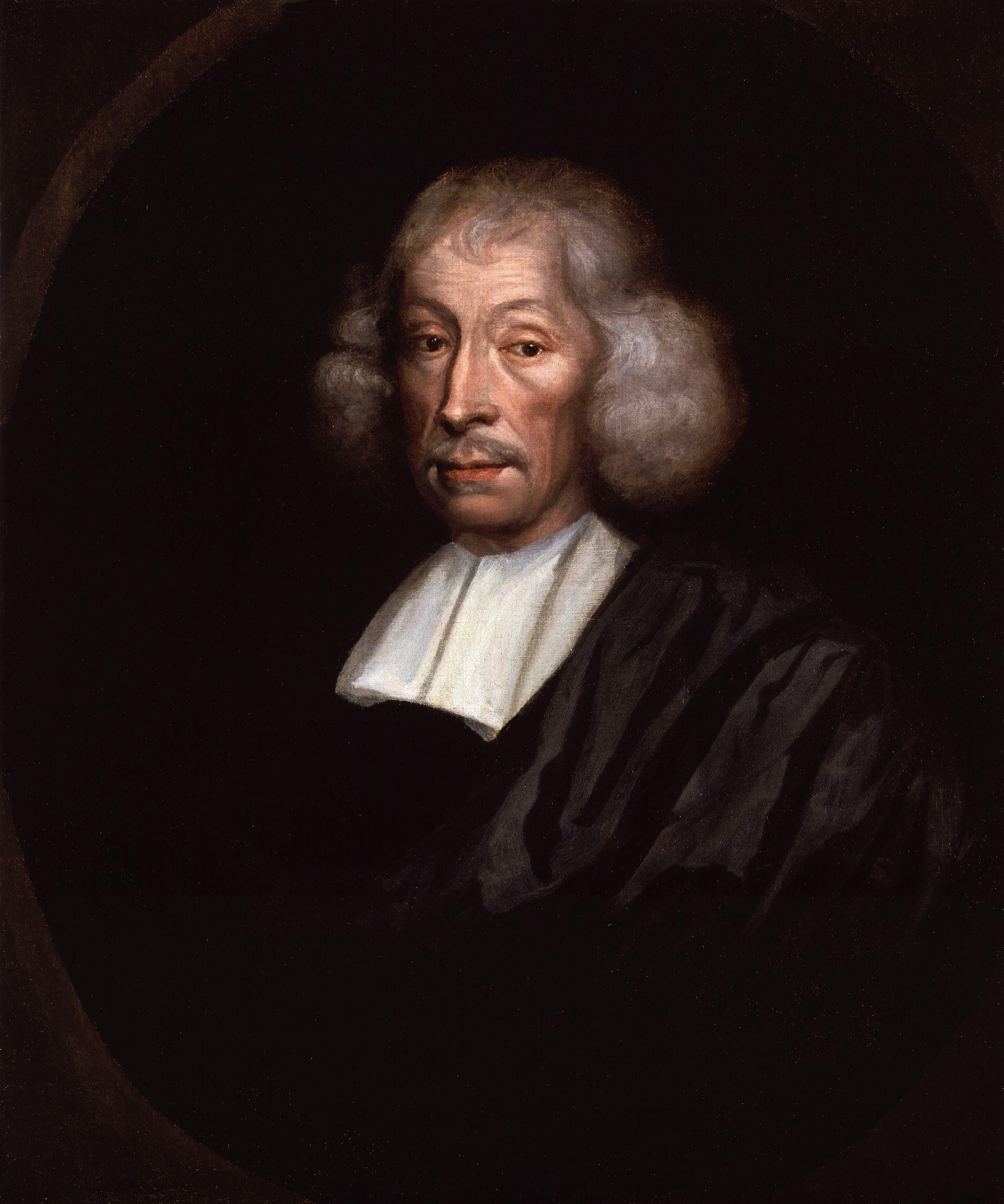
Ritratto di John Ray.

Il geografo tedesco Bernardo Varenio (1622-1650) e il naturalista britannico John Ray (1627-1705) classificarono le popolazioni umane in categorie secondo la statura, la forma, le abitudini alimentari e il colore della pelle, assieme ad altre caratteristiche distintive. Ray fu anche la prima persona a produrre una definizione biologica di specie.
Si ritiene che il medico francese François Bernier (1625-1688) abbia sviluppato la prima classificazione completa degli esseri umani in razze distinte, pubblicata in un articolo di rivista nel 1684 intitolato Nouvelle division de la terre par les différentes espèces ou races l'habitant (Nuova suddivisione della Terra per le differenti specie o razze che l'abitano). Bernier sostenne l'uso dei "quattro quarti" del globo come basi per fornire un'etichettatura delle differenze umane. I quattro sottogruppi che Bernier utilizzò erano "europei", "estremo orientali", "negri" e "Lapponi" (Sami, Scandinavi o Nordici).

### XVIII secolo
Gli scienziati tentarono di classificare l'Homo sapiens basandosi su una disposizione geografica delle popolazioni umane. Alcuni fondarono le loro ipotetiche divisioni di razza sulle più evidenti differenze fisiche, come il colore della pelle, mente altri utilizzarono la posizione geografica, la forma, la statura, le abitudini alimentari e altre caratteristiche distintive che avrebbero delineato le differenze razziali.
Tuttavia le nozioni culturali (relativismo culturale) di "superiorità razziale" e di genere alterarono la scoperta scientifica iniziale. Nel corso del XVIII secolo gli scienziati cominciarono ad includere tratti comportamentali o psicologici nella segnalazione delle loro osservazioni; questi tratti avevano spesso implicazioni degradanti e spesso i ricercatori assunsero che tali tratti erano collegati alla razza di appartenenza e quindi innati e immutabili. Altre aree di interesse furono quelle di determinare il numero esatto delle razze, categorizzarle, denominarle ed esaminare le cause primarie e secondarie della variazione presente tra i diversi gruppi.
Classificazione della scala naturæ
La "grande catena dell'essere" o Scala naturae, un'idea medievale per la quale esisteva una struttura gerarchica di vita dagli elementi più fondamentali all'essere maggiormente perfetto, cominciò a farsi avanti all'interno dell'idea di razza. Mentre la tassonomia fece sempre più passi in avanti gli scienziati cominciarono a supporre che la specie umana potesse essere suddivisa in sottogruppi distinti. La razza a cui ognuno apparteneva implicava necessariamente che un gruppo avesse determinate qualità personali e dispositivi fisici che lo differenziavano da altre popolazioni umane.
La società iniziò ad assegnare valori diversi a queste differenziazioni, aggiungendovi altri tratti più insignificanti e futili, ad esempio un uomo con un mento pronunciato si assumeva dovesse possedere un carattere più forte di un uomo con un mento meno pronunciato. Questo creò un divario essenziale tra le razze, ritenendo una razza superiore o inferiore ad un'altra, creando in tal modo una vera e propria gerarchia razziale. In questo modo la Scienza fu utilizzata come giustificazione per il trattamento ingiusto di diverse popolazioni umane.
La sistematizzazione di concetti di razza durante il periodo dell'Illuminismo portò con sé il conflitto tra monogenismo (un'unica origine per tutte e razze umane) e poligenismo (l'ipotesi che le razze avessero origini separate). Questo dibattito fu originariamente espresso in termini di Creazionismo come dilemma tra una sola Creazione (teologia) o molte creazioni separate dell'umanità; questo dilemma continuò fino all'idea di Evoluzione e, dopo che questa venne ampiamente accettata, a quel punto sorse la questione se gli esseri umani si fossero separati dalle loro specie ancestrali una o più volte.

#### Johann Friedrich Blumenbach

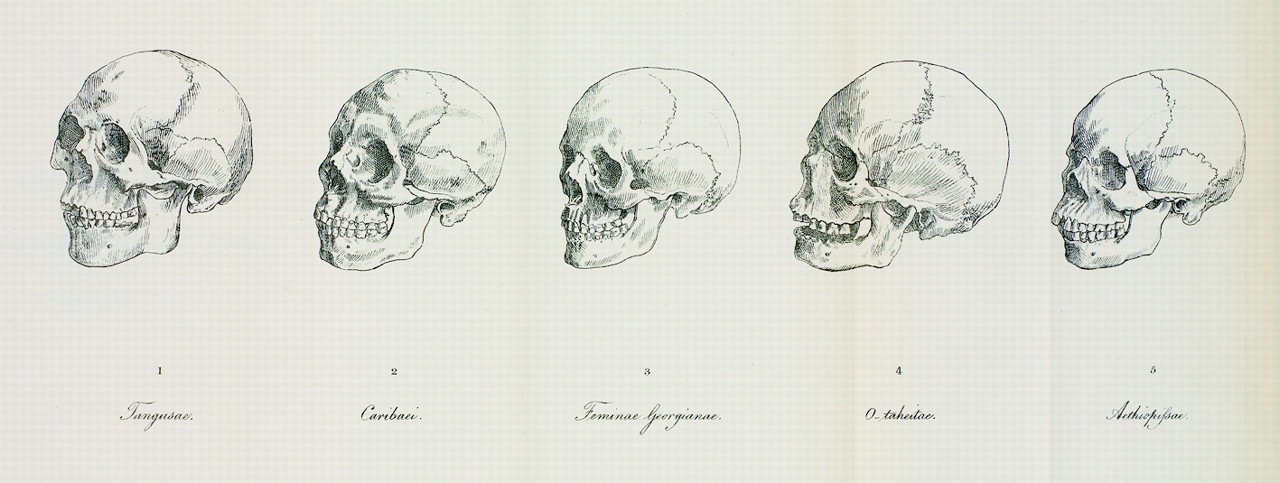
Le cinque razze umane secondo la teoria "craniometrica" di Blumenbach.

Lo studioso tedesco di Antropologia Johann Friedrich Blumenbach (1752-1840) suddivise nel 1779 la specie umana in cinque razze principali fondandosi sulla ricerca cranica (la descrizione dei teschi umani) che chiamò:
- razza caucasica (Europoide)
- razza Mongoloide
- razza Malay (malesi)
- razza Negroide
- razza dei Nativi americani

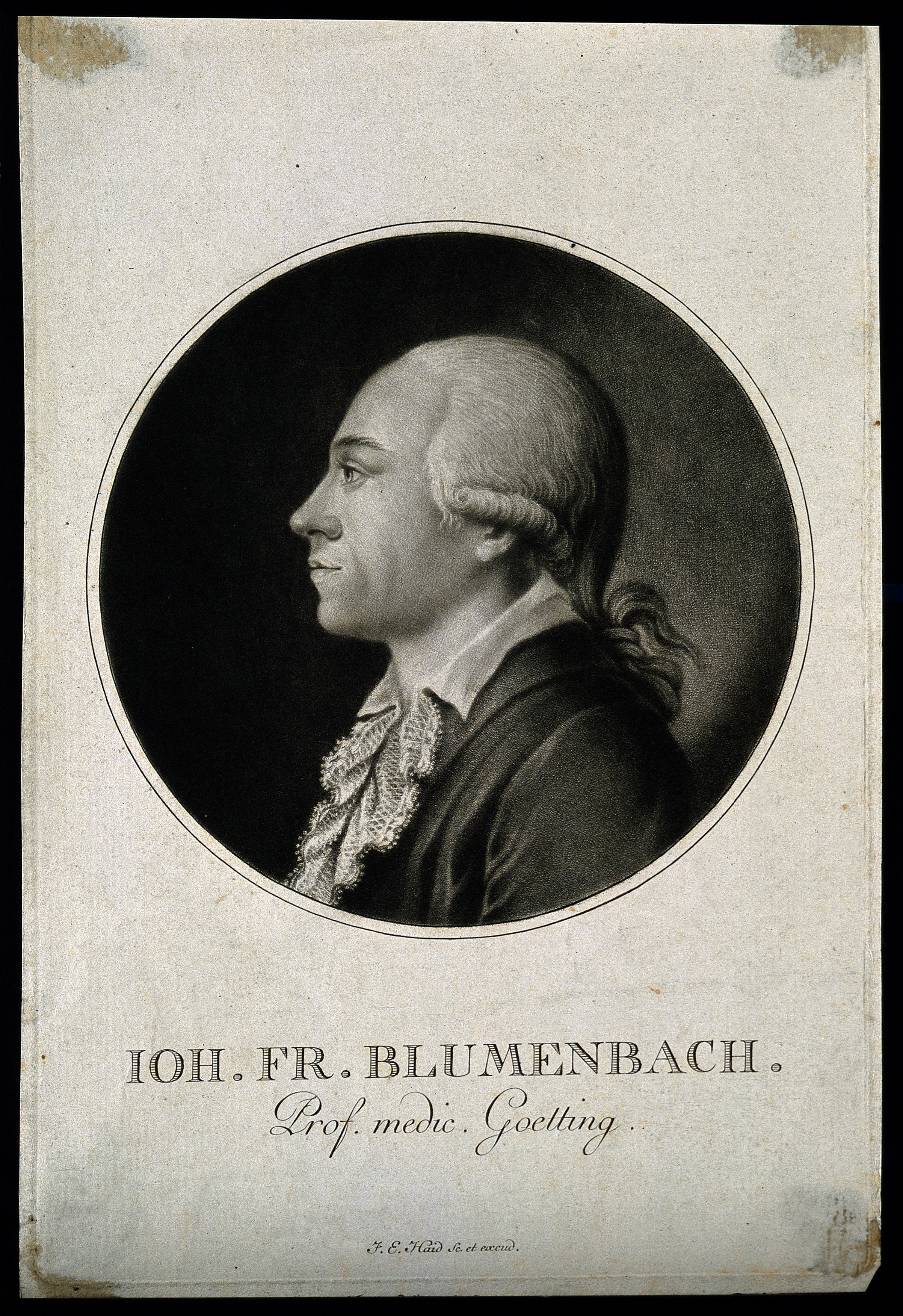
Johann Friedrich Blumenbach da giovane.

Questi cinque raggruppamenti insieme ad altri due gruppi successivi chiamati "Australoide" (Australomelanesoide, negli anni 1940) e "Capoide" (primi anni 1960) compresero complessivamente sette gruppi, oggi conosciuti come classificazioni razziali tradizionali o "definizione storica della razza". Questi raggruppamenti sono ancora oggi utilizzati nell'Antropologia storica per descrivere la migrazione umana e la scienza forense.
La sua classificazione della "razza mongola" comprendeva tutti gli abitanti dell'Asia orientale e alcuni dell'Asia centrale. Blumenbach escluse le popolazioni delle isole del sud-est asiatico e delle isole del Pacifico dalla sua prima classificazione, considerandole parte della "razza malese"; considerò invece i nativi americani parte della "razza americana indigena". Non pensò che questi ultimi fossero inferiori alla "razza caucasica", ma anzi che fossero potenzialmente dei buoni membri della società. Incluse tutti i popoli dell'Africa sub-sahariana nella "razza Negroide".
Blumenbach sostenne che le caratteristiche fisiche come il colore della pelle, il profilo cranico ecc. dipendessero dalla geografia, dal tipo di alimentazione o dalla personalità consuetudinaria.
Il lavoro di Blumenbach comprese anche la descrizione particolareggiata di una sessantina di crani umani (teschi), che fu pubblicata originariamente in fascicoli come Decas craniorum (Göttingen, (1790–1828). Questo fu un lavoro da precursore per altri scienziati nel campo della craniometria.
Un ulteriore studio anatomico lo portò alla conclusione che "gli individui africani differiscono addirittura da altri individui africani, tanto quanto gli europei differiscono dagli altri europei". Inoltre concluse che gli africani non fossero inferiori al resto dell'umanità, avendo "sane facoltà di comprensione, eccellenti talenti naturali e capacità mentali".

## Antropologia razziale (1850-1930)

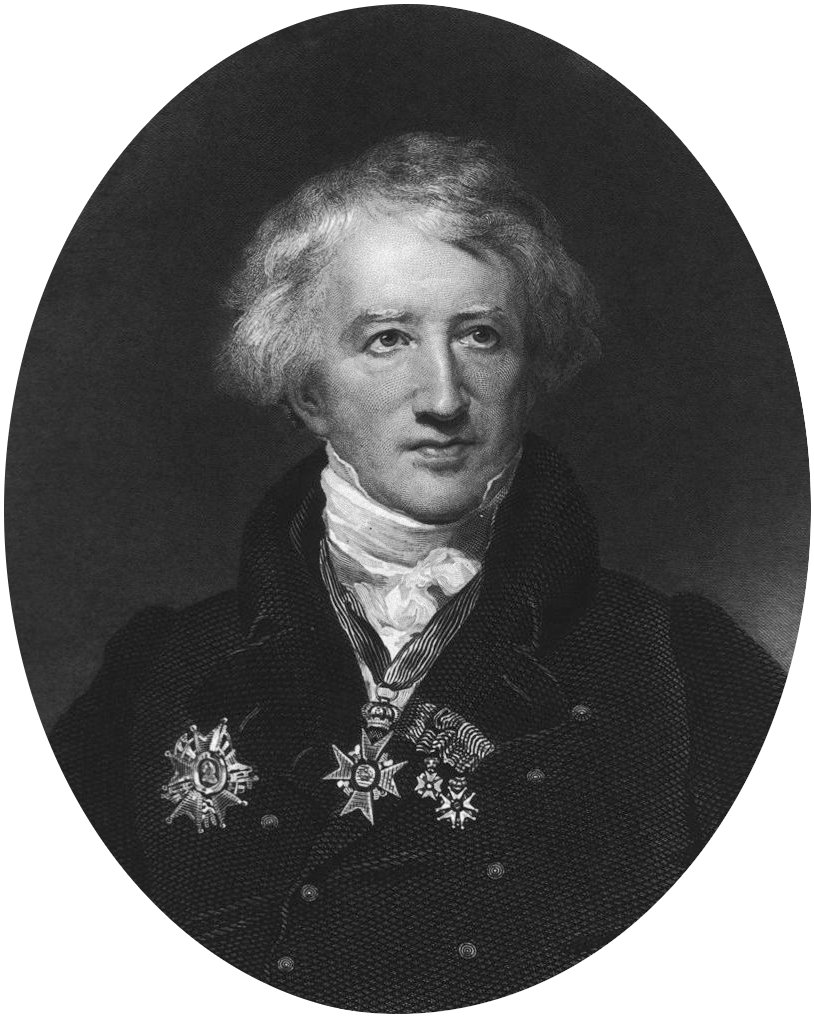
Georges Cuvier, uno dei precursori dell'antropologia razziale.

Tra i naturalisti del XIX secolo che definirono il campo vi furono il naturalista e zoologo francese Georges Cuvier (1769-1831), il medico ed esperto di Etnologia inglese James Cowles Pritchard (1786-1848), il biologo ed esperto di Geologia svizzero-statunitense Louis Agassiz ) 1807-1873), il naturalista statunitense Charles Pickering (1805-1878) con il suo Razze dell'uomo e loro distribuzione geografica (1848). Cuvier elenca tre razze, Pritchard sette, Agassiz dodici e Pickering undici.
Il XIX secolo ha visto i primi tentativi di cambiare la "questione razziale" da una classificazione tassonomica ad un concetto preminentemente biologico. Ad esempio utilizzando l'Antropometria, inventata dell'antropologo britannico Francis Galton (1822-1911 e dall'esperto di biometria francese Alphonse Bertillon (1853-1914), si cominciarono misurare le forme dei crani correlandovi i risultati alle differenze di gruppo nei campi dell'intelligenza o in altri attributi (Lieberman 2001).
Questi scienziati fecero principalmente tre affermazioni sulla razza:
1. le razze sono suddivisioni oggettive, insite nella natura, che si verificano all'interno dell'umanità.
2. esiste un forte rapporto tra razze biologiche e altri fenomeni umani, quali le forme di attività e relazioni interpersonali e la cultura; per estensione il relativo successo materiale delle culture, biologizzando in tal modo la nozione stessa di razza (come Michel Foucault dimostrò nella sua analisi storica in Il faut défendre la société : Cours au Collège de France (1975-1976)).
3. la razza è quindi una categoria scientifica valida che può essere usata per spiegare e prevedere comportamenti individuali e di gruppo.

Le razze furono quindi distinte dal colore della pelle, dal tipo di viso, dal profilo cranico e dalle sue dimensioni, dalla struttura e dal colore dei capelli. Inoltre le razze furono quasi universalmente considerate come riflettenti le differenze di gruppo sia nel carattere morale sia nell'intelligenza.
Stefan Kuhl, dell'università di Oxford, ha scritto che il movimento dell'Eugenetica ha sempre respinto le ipotesi razziali e nazionalistiche del conte francese Joseph Arthur de Gobineau (1816-1882) espresse nel suo Saggio sulla disuguaglianza delle razze umane (1852-54). Secondo Kuhl gli eugenetici credevano che le nazioni erano costrutti politici e culturali, non i costrutti della razza, perché le nazioni erano inevitabilmente il risultato di una mescolanza razziale..
L'antroposociologia dell'antropologo francese Georges Vacher de Lapouge (1854-1936) asserì invece come evidente l'inferiorità biologica di alcuni particolari gruppi umani (Kevles 1985). In molte parti del mondo l'idea della razza divenne col tempo un modo per dividere rigidamente i gruppi umani per cultura e per apparenze fisiche (Hannaford 1996). Le campagne di oppressione e genocidio furono spesso motivate da supposte differenze razziali (Horowitz 2001).
Tra la fine del XIX secolo e l'inizio del XX la tensione presente tra coloro che credevano nella gerarchia e nella superiorità innata e altri che credevano invece nell'uguaglianza umana, raggiunse livelli molto alti. I primi continuarono ad esacerbare la convinzione che alcune razze fossero inferiori per innatismo e ne esaminarono le supposte carenze testando e confrontando l'intelligenza tra i gruppi.
Alcuni scienziati giunsero ad affermare che esistesse un determinante biologico della razza valutando i propri geni e poi il DNA. Diverse metodologie eugenetiche, lo studio e la pratica dell'allevamento selettivo umano - spesso con una razza come concentrazione primaria - vennero ampiamente accettati in Gran Bretagna, nell'impero tedesco e negli Stati Uniti d'America.
Dall'altra parte molti scienziati compresero la razza come un mero costrutto sociale; credettero che l'espressione fenotipica di un individuo fosse determinata dai geni che venivano ereditati attraverso la riproduzione sessuata, ma che esistevano certi costrutti sociali come la cultura, l'ambiente (biologia) e il linguaggio i quali rimanevano in ogni caso primari nella forma delle caratteristiche comportamentali.
Alcuni sostennero che lo studio sulla razza non dovesse concentrarsi su quale razza spiegasse meglio la società, ma piuttosto sulla questione di come il significato sociale venisse collegato ad attributi razziali, i quali si costruiscono in particolari contesti politici e socioeconomici; quindi affrontando la questione delle popolazioni e le sue tradizioni o rappresentazioni mitologiche della razza.

### Le definizioni razziali di Luis Agassiz

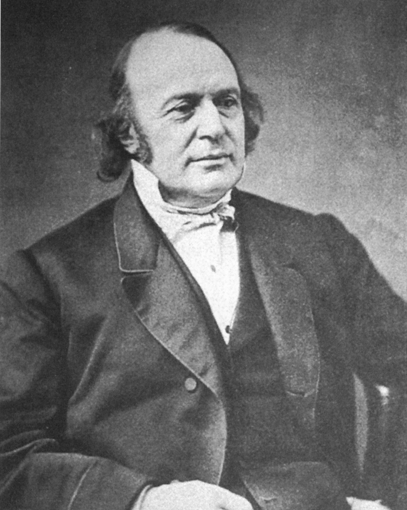
Louis Agassiz.

Dopo che Louis Agassiz (1807-1873) ebbe terminato il suo viaggio negli Stati Uniti divenne un prolifico scrittore in quello che è stato successivamente definito come il genere del razzismo scientifico. Agasiz era un sostenitore del poligenismo, l'idea cioè che le differenti razze dovessero provenire da origini separate (in particolare in "creazioni distinte"), che erano dotate di attributi ineguali e che potessero essere classificate secondo zone climatiche specifiche, allo stesso modo in cui egli riteneva che altri animali e piante potevano essere classificati.
Queste zone climatiche comprendevano:
- la zona temperata americana occidentale (i popoli nativi americani ad ovest delle Montagne rocciose);
- la zona temperata dell'est-orientale (ad est delle Montagne rocciose);
- la zona asiatico-tropicale (a sud della grande catena dell'Himalaya);
- la zona asiatico-temperata (ad est dei Monti Urali e a nord dell'Himalaya);
- la zona temperata sudamericana (America meridionale);
- New Holland (l'Australia);
- zona artica (l'Alaska e il Canada artico);
- Capo di Buona Speranza (il Sudafrica);
- la zona torrida-tropicale americana (l'America centrale e le Indie occidentali).

Agassiz negò l'esistenza di una specie originaria in singole coppie, sia in un singolo luogo che in molteplici. Egli sostenne invece che in ciascuna specie si creassero contemporaneamente individui multipli in ciascuna specie, poi distribuiti in tutti i continenti dove Dio intendeva farli dimorare. Le sue conferenze sul poligenismo divennero popolari tra gli schiavi negri degli Stati sudisti; per molti questo parere ha legittimato la credenza in uno standard inferiore del negro.
È interessante notare che la sua posizione in questo caso fu considerata piuttosto radicale ai suoi tempi in quanto andava contro la lettura più ortodossa e standardizzata della Bibbia la quale implicava che tutti i gruppi umani discendessero da un'unica coppia (Adamo ed Eva). Nella sua difesa Agassiz usò spesso quello che oggi sembra un argomento molto moderno, ovverosia la necessità d'indipendenza tra scienza e religione; questo anche se Agassiz, a differenza di molti poligenetici, mantenne le proprie credenze religiose e non fu mai critico nei confronti del racconto biblico.
Nel contesto dell'Etnologia e dell'Antropologia della metà del XIX secolo le visioni poligenetiche di Agassiz vennero esplicitamente espresse come in netta opposizione alle opinioni di Charles Darwin sulla razza, che cercavano di dimostrare l'origine comune di tutte le razze umane e la superficialità delle differenze razziali. Il secondo libro di Darwin sull'evoluzione, intitolato L'origine dell'uomo e la selezione sessuale (1871), presenta un'ampia argomentazione che affronta l'origine unica delle razze, talvolta esplicitamente in opposizione alle teorie di Agassiz.

### Joseph Arthur de Gobineau

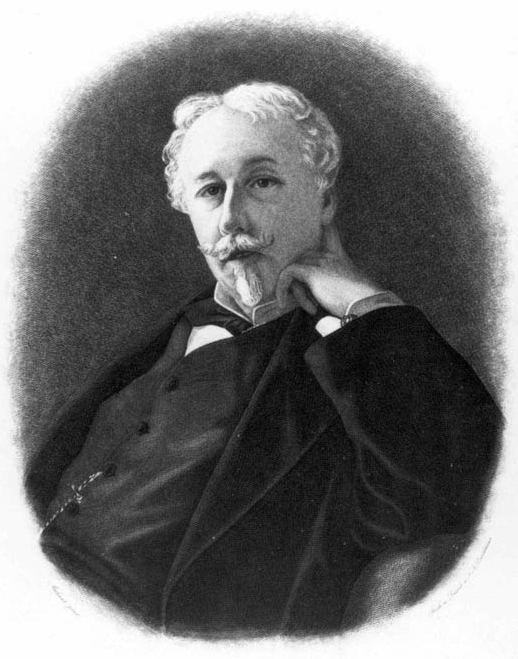
Joseph Arthur de Gobineau espose la propria teoria razziale nel suo Saggio sulla disuguaglianza delle razze umane (1852-54).

Il conte Joseph Arthur de Gobineau fu un diplomatico di successo nel secondo impero francese, inizialmente venne inviato in Persia, prima di lavorare in Brasile e in altri paesi. Egli giunse a credere che fosse la razza a creare la cultura, sostenendo che le distinzioni tra le razze "nere", "bianche" e "gialle" costituivano delle autentiche barriere naturali e che la mescolanza razziale, rompendo queste barriere, conducesse inevitabilmente al caos globale. Arrivò a classificare tutto il Medio Oriente, l'Asia centrale, il Subcontinente indiano, il Nordafrica e la Francia meridionale come terre abitate in prevalenza da una razza mista (il meticcio).
Gobineau credette che la "razza bianca" fosse per sua intima natura superiore a tutte le altre; pensò che essa corrispondesse all'antica cultura degli Indoeuropei, nota anche come "razza ariana". Gobineau scrisse originariamente che la "miscelazione della razza bianca" fosse del tutto inevitabile; giunse ad attribuire gran parte delle turbolenze economiche presenti nella Terza Repubblica francese all'inquinamento delle razze. Più tardi nel corso della sua vita arrivò a modificare la propria originaria opinione pessimistica fino a credere che la razza bianca avrebbe anche potuto essere salvata.
Per Gobineau lo sviluppo degli imperi era in ultima analisi estremamente distruttivo per le "razze superiori" che li avevano creati, dal momento che ciò non poteva portare ad altro che alla mescolanza di razze distinte che fu visto da Gobineau come un inevitabile processo degenerativo.
Secondo le sue definizioni il popolo degli Spagnoli, la maggior parte dei Francesi, la maggior parte dei Tedeschi, l'Iran meridionale e occidentale, così come la Svizzera, l'Austria, l'Italia settentrionale e gran parte della Gran Bretagna consistevano essenzialmente in una "razza degenerativa" derivante dalla mescolanza razziale. Secondo lui anche l'intera India settentrionale era costituita da una "razza gialla".

### Le definizioni razziali di Thomas Huxley

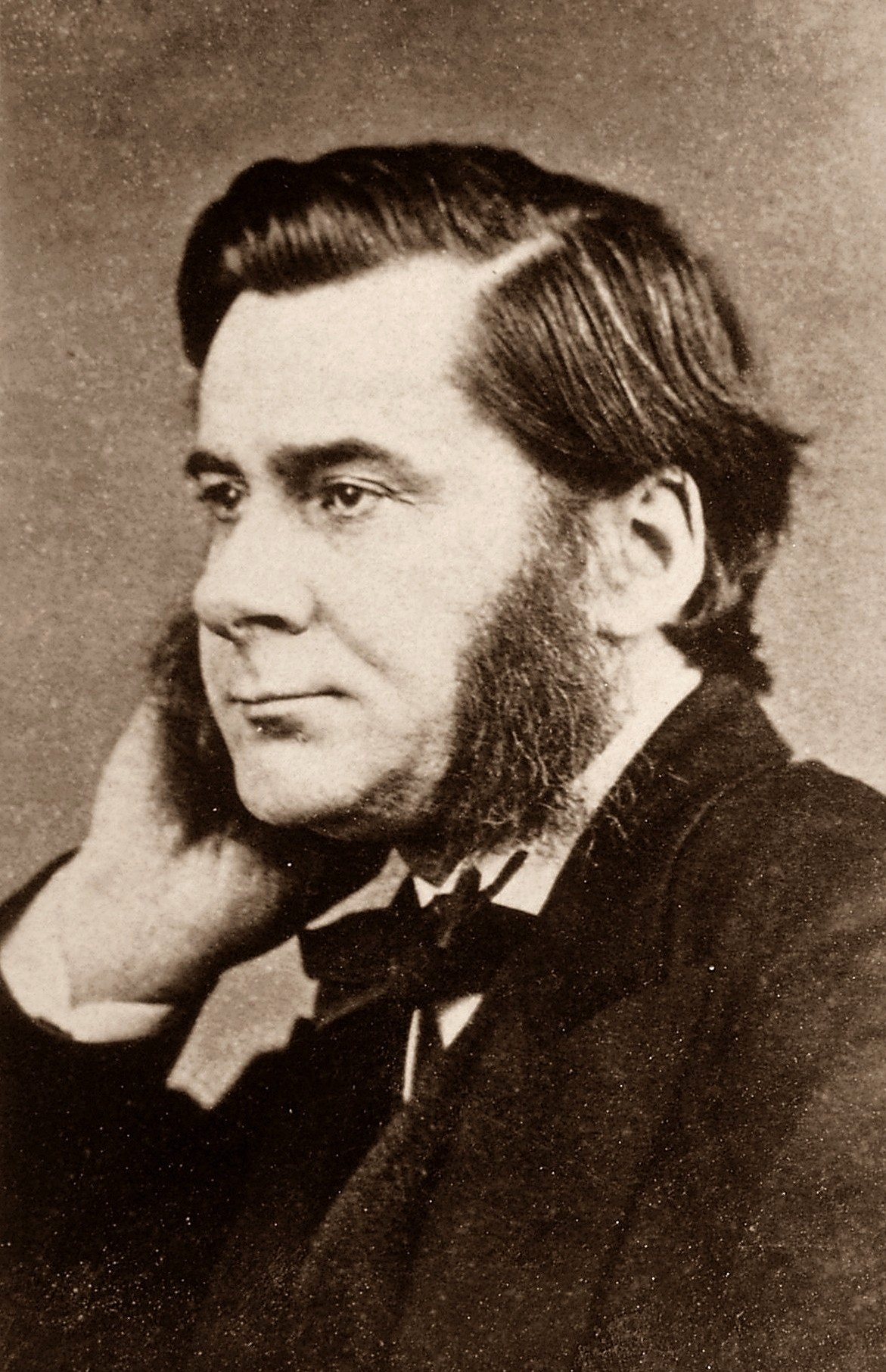
Thomas Henry Huxley nel 1874.

1: Capoidi (o Boscimani)
     2: Negro
     3: Negritos
     4: Razza mediterranea (Melanochroide) la quali include i Camiti e i Mori (storia)
     5: Australomelanesoide (Australoide)
     6: Razza nordica (Xanthochroide)
     7: Isolani del Pacifico (Polinesiani)
     8: Mongoloidi A
     8: Mongoloidi B
     8: Nativi americani (popoli indigeni delle Americhe)- Mongoloidi C
     9: Eschimese

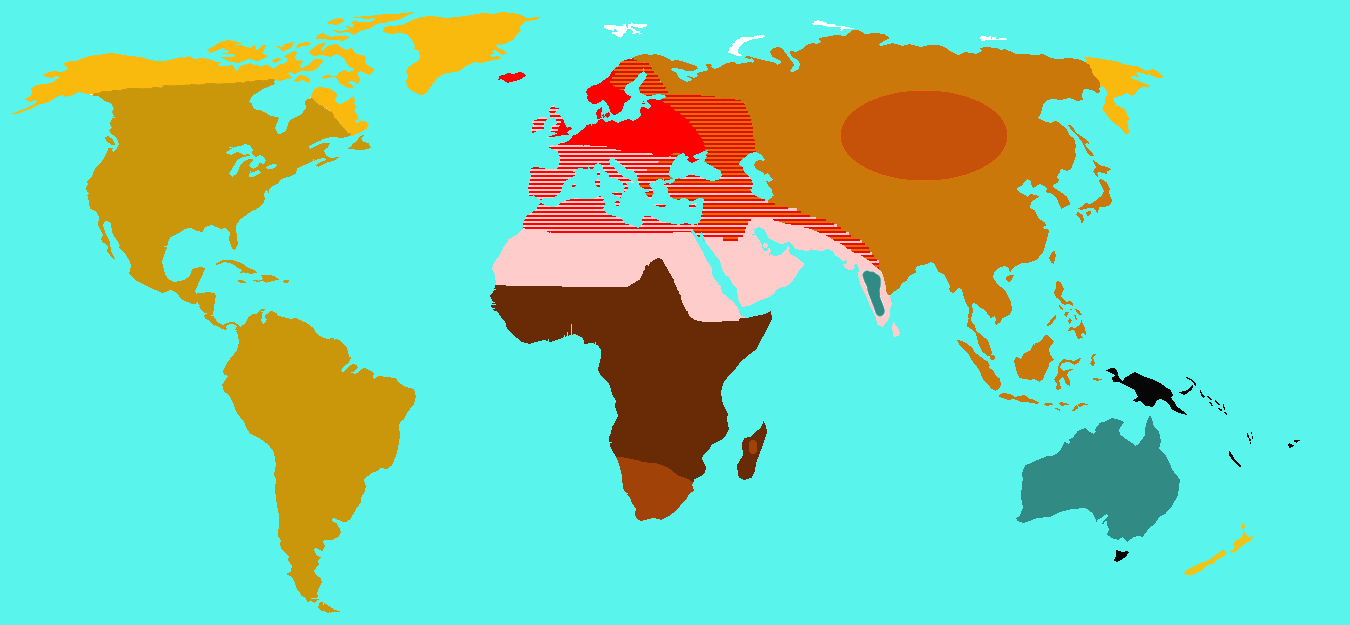
La mappa di Huxley sulle categorie razziali del On the Geographical Distribution of the Chief Modifications of Mankind (1870).
1: Capoidi (o Boscimani)
2: Negro
3: Negritos
4: Razza mediterranea (Melanochroide) la quali include i Camiti e i Mori (storia)
5: Australomelanesoide (Australoide)
6: Razza nordica (Xanthochroide)
7: Isolani del Pacifico (Polinesiani)
8: Mongoloidi A
8: Mongoloidi B
8: Nativi americani (popoli indigeni delle Americhe)- Mongoloidi C
9: Eschimese
Il biologo inglese Thomas Henry Huxley (1825-1895) scrisse un documento "sulla distribuzione geografica delle principali modifiche dell'umanità" (1870) in cui propose una distinzione presente all'interno della specie umana (le razze) e la loro diffusione in tutta la terra. Egli inoltre riconobbe che alcune particolari aree geografiche con composizioni etniche maggiormente complesse, tra cui gran parte del Corno d'Africa e del Subcontinente indiano, non s'inserissero nel suo paradigma razziale. Per una tale ragione si trovò ad osservare che "ho deliberatamente omesso persone come gli Abissini e gli Indù, per i quali c'è ogni motivo di credere che siano il risultato di una mescolanza di razze distinte".
Huxley afferma: "è per i Xanthochroidi e i Melanochroidi presi insieme che viene applicata l'assurda denominazione di "tipo caucasico".. Inoltre indica che ha omesso alcune aree con composizioni etniche complesse che non si inseriscono nel suo paradigma razziale, tra cui gran parte del Corno d'Africa e del Subcontinente indiano. I Melanochroidi di Huxley comportavano infine varie altre popolazioni scure del Caucasoide (Europoide), tra cui i Camiti e i Mori (storia).

Alla fine del XIX secolo il gruppo "Xanthochroi" di Huxley venne ridefinito come razza nordica, mentre il suo "Melanochroi" divenne la razza mediterranea. I Melanochroi comportavano alla fine varie altre popolazioni scure della popolazione caucasica (gli Europoidi) tra cui i Camiti (Berberi, Somali (gruppo etnico), Sudanesi del nord, il popolo dell'antico Egitto e i Mori (storia).
Il documento di Huxley fu rifiutato dalla Royal Society e questa divenne una delle tante teorie avanzate e poi cadute nel vuoto dai primi esponenti dell'Evoluzione.
Nonostante il rifiuto nei confronti di Huxley da parte della comunità scientifica, talvolta il suo documento viene citato come uno degli esempi di sostegno al Razzismo. Insieme a Darwin anche Huxley era un monogenista con la convinzione che la totalità degli esseri umani facessero parte di una stessa specie, con variazioni di Morfologia (biologia) emergenti da un'uniformità iniziale (Stepan 1982, p. 44): questa visione contrasta il poligenismo, la teoria secondo cui ogni razza è in realtà una specie separata con siti separati di origine.
Nonostante il monogenismo di Huxley e il suo abolizionismo per motivi etici, egli assunse la credenza di una gerarchia di abilità innate, una posizione questa esposta in documenti come Emancipation Black and White e il suo più celebre articolo Evolution and Ethics. In questi primi testi scrive che "i luoghi più alti della gerarchia della civiltà non saranno certamente a portata di mano dei nostri cugini, anche se non è affatto necessario che siano limitati al più basso" (Stepan 1982, p. 79–80).

### Charles Darwin e la questione della razza

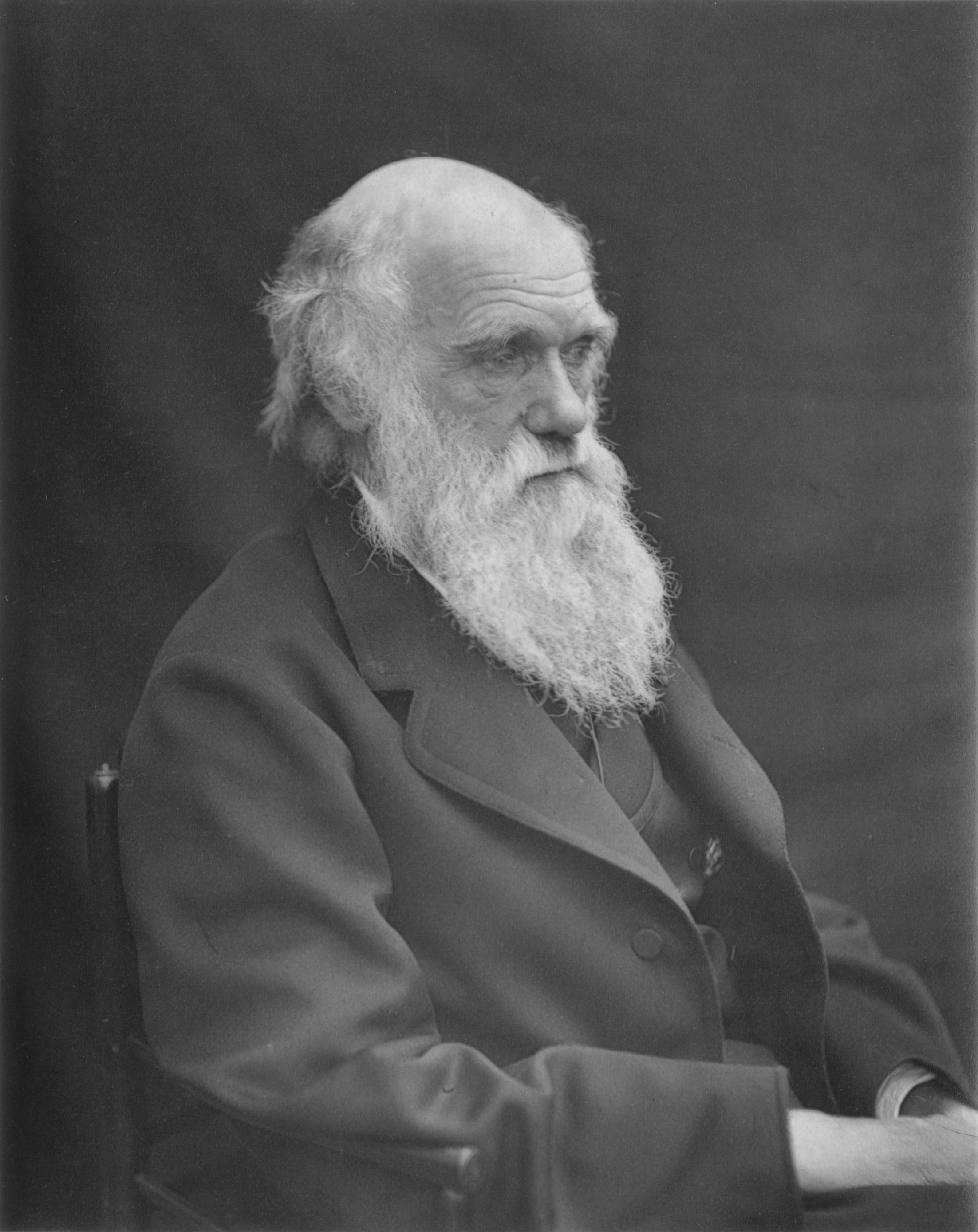
Charles Darwin (1809-1882) si oppose all'idea della Poligenesi razziale. Foto del 1878.

Sebbene la teoria dell'Evoluzionismo del naturalista britannico Charles Darwin (1809-1882) venisse esposta nel 1859 nella pubblicazione de L'origine delle specie, in quest'opera rimase in gran parte assente qualsiasi riferimento esplicito alla teoria darwiniana applicata all'uomo. Questa applicazione non sarebbe divenuta esplicita fino alla pubblicazione del suo secondo libro più importante sull'Evoluzione, L'origine dell'uomo e la selezione sessuale (1871).
La pubblicazione del suo secondo testo si verificò all'interno dei dibattiti più accesi tra sostenitori del Monogenismo i quali sostenevano che tutte le razze provenissero da un antenato comune e i sostenitori della Poligenesi i quali ritenevano che le razze venissero create separatamente. Darwin, che proveniva da una famiglia che aveva forti legami con l'Abolizionismo, aveva sperimentato personalmente ed era stato disturbato dalla "cultura della schiavitù" nel corso del suo viaggio negli anni precedenti sull'HMS Beagle (raccontato diffusamente in Viaggio di un naturalista intorno al mondo (1839).

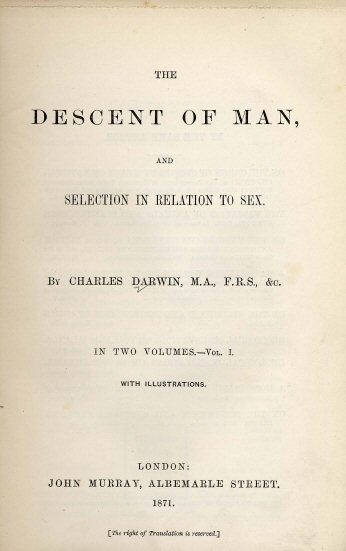
La copertina della prima edizione de L'origine dell'uomo e la selezione sessuale (1871)

I maggiori biografi di Darwin, Adrian Desmond e James R. Moore, sostengono che gli scritti di Darwin riguardanti l'evoluzione non solo siano fortemente influenzati dalle sue tendenze abolizioniste, ma anche dalla sua più intima convinzione che le razze non bianche siano del tutto uguali per la loro capacità intellettuale alle razze bianche, una credenza questa che venne all'epoca fortemente contestata da scienziati quali il medico Thomas G. Morton, Louis Agassiz e l'antropologo francese Paul Broca, tutti noti poligenisti.
A partire dalla fine degli anni sessanta però la teoria dell'evoluzionismo di Darwin venne pensata come compatibile con la tesi poligenica. Darwin utilizzò così L'origine dell'uomo per smentire la tesi del Poligenismo e chiudere una volta per tutte il dibattito tra poligenisti e monogenisti. Darwin usò il suo libro anche per confutare altre ipotesi sulla differenza razziale la quale era durata praticamente dal tempo dell'antica Grecia; ad esempio le teorie che sostenevano che le differenze presenti nel colore della pelle e nella costituzione fisica fossero causate da differenze geografiche e climatiche.
Darwin concluse, ad esempio, che le somiglianze tra le diverse razze erano troppo grandi perché la tesi poligenomica fosse in qualche modo plausibile; utilizzò anche l'idea delle razze per argomentare la continuità tra gli esseri umani e gli animali, giungendo a rilevare che sarebbe estremamente improbabile che l'uomo dovesse, per semplice "incidente", acquisire le caratteristiche condivise da molte scimmie.
Darwin cercò di dimostrare che le caratteristiche fisiche utilizzate per definire la razza per secoli (cioè il colore della pelle e le caratteristiche del viso) fossero del tutto superficiali e non avevano alcuna utilità per la sopravvivenza poiché, sempre secondo Darwin nessuna caratteristica che non avesse un valore di sopravvivenza non avrebbe potuto essere naturalmente selezionata; creò invece un'altra ipotesi per lo sviluppo e la persistenza di queste caratteristiche. Il meccanismo sviluppato da Darwin è conosciuto come selezione sessuale.
Sebbene l'idea della selezione sessuale fosse già apparsa nelle opere precedenti di Darwin, non fu se non alla fine degli anni sessanta che ricevette una piena considerazione. Inoltre fino al 1914 la selezione sessuale fu considerata seriamente come teoria razziale da parte dei pensatori del Naturalismo (scienza).
Darwin definì la selezione sessuale come "la lotta presente tra gli individui di uno stesso sesso, generalmente i maschi, per il possesso dell'altro sesso". La selezione sessuale darwiniana consiste in due tipologie:
- la lotta fisica per ottenere un compagno;
- la preferenza per un certo colore o un'altra caratteristica, tipicamente da parte delle femmine di una determinata specie.

Darwin affermò che le diverse razze umane (nella misura in cui la razza fosse concepita come Fenotipo) avevano standard arbitrari di bellezza ideale e che propriamente su questi standard si riflettevano importanti caratteristiche fisiche ricercate nei compagni.
In linea di principio gli atteggiamenti di Darwin su quali razze vi fossero e di come si sviluppassero nella specie umana sono attribuibili a due affermazioni:
1. che tutti gli esseri umani, a prescindere dalla razza, condividono un unico antenato comune;
2. che le differenze razziali dovute a Fenotipo sono superficialmente selezionate e non hanno valore di sopravvivenza.

Secondo queste due credenze alcuni credono che Darwin abbia stabilito una volta per tutte il Monogenismo come paradigma dominante per l'origine razziale e di aver sconfitto il razzismo scientifico praticato da Morton, dal medico chirurgo statunitense Josiah Clark Nott (1804-1873), da Agassiz e da altri, così come la nozione che esistesse una gerarchia razziale naturale la quale rifletteva differenze innate e misure di valore tra le differenti razze umane.
Tuttavia egli afferma anche che:
(- L'origine dell'uomo e la selezione sessuale, capitolo VII).)
Sempre nell'Origine dell'uomo Darwin notò la grande difficoltà che i naturalisti avevano nel tentativo di decidere quante razze in realtà vi fossero:

### Houston Stewart Chamberlain e Alfred Rosemberg

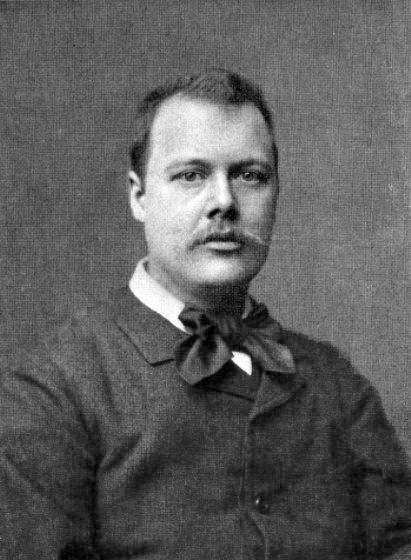
Lo scrittore britannico naturalizzato tedesco Houston Stewart Chamberlain nel 1886.

Vi sono infine da citare i lavori razzisti di Houston Stewart Chamberlain (1855-1927) e di Alfred Rosenberg (1893-1946); il primo con I fondamenti del diciannovesimo secolo (1899) e il secondo con Il mito del XX secolo (1930), la prima delle quali assai ammirata e stimata da Adolf Hitler.

## Declino degli studi razziali dopo il 1930
Diversi sviluppi sociopolitici verificatisi alla fine del XIX secolo e nel XX secolo hanno condotto ad una radicale trasformazione del discorso sulla razza. I tre principali movimenti che gli storici hanno considerato sono:
1. l'irruzione della democrazia di massa;
2. l'età dell'espansione dell'imperialismo;
3. l'impatto prodotto dal nazionalsocialismo[31].

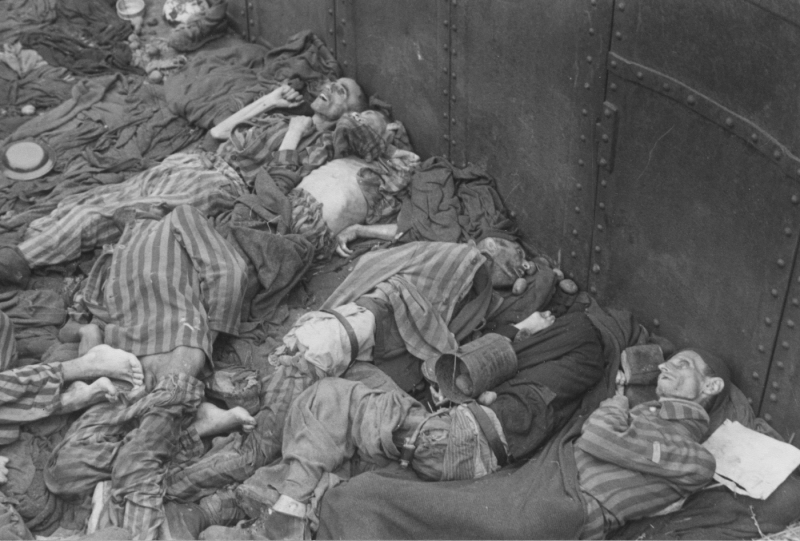
La soluzione finale della questione ebraica proposta dalla politica razziale nella Germania nazista (Campo di concentramento di Dachau, 29 aprile 1945).

Più che altro fu la violenza genocida della Germania nazista, la seconda guerra mondiale e l'Olocausto (Shoah) a trasformare interamente tutte le discussioni concernenti la razza. Uno dei temi propagandistici del nazionalsocialismo fu propriamente quello della razza superiore, una presunta superiorità razziale fondata su basi prettamente biologiche. Ciò condusse all'idea che le persone potessero essere suddivise in gruppi discreti e fondati sulla "diversità innata"; quest'idea portò a conseguenze estreme: il tentativo di Genocidio.
L'esposizione della teoria razziale, che inizia nel Terzo Reich e che ha la sua più logica conseguenza nella soluzione finale della questione ebraica, ebbe come suoi effetti duraturi lo sviluppo di una rivoluzione morale di massa contro ogni forma di Razzismo. Nel 1946, come risposta allo sterminio nazista, venne costituita l'UNESCO la quale rilasciò poco dopo una dichiarazione secondo cui non esisteva alcun determinante biologico o fondativo per il concetto di razza (vedi Dichiarazione sulla razza (UNESCO 1950)).
Come conseguenza diretta gli studi sulla varianza umana cominciarono a focalizzarsi maggiormente sui modelli effettivi di variazione e sui modelli evolutivi tra le popolazioni e meno sulla classificazione. Alcuni scienziati indicano tre scoperte che aiutarono a volgersi in questa direzione:
1. le popolazioni africane mostrano una maggiore diversità genetica e un disequilibrio meno legato alla causa della loro lunga storia;
2. la somiglianza genetica è direttamente correlata con la prossimità geografica;
3. alcuni luoghi riflettono la selezione in risposta alle sfumature ambientali presenti.

Conseguentemente alcuni sostengono che i gruppi razziali umani non sembrano essere gruppi etnici distinti.

### Franz Boas

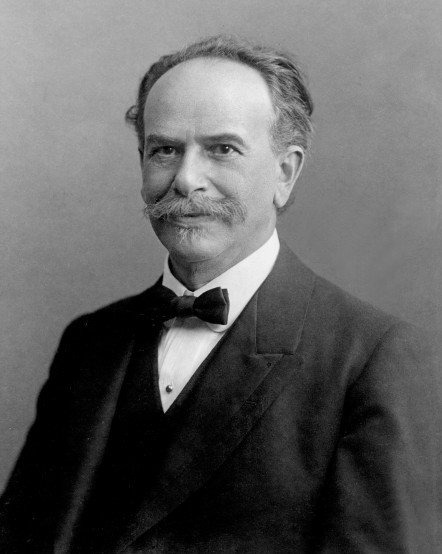
Franz Boas nel 1915 circa.

Lo studioso di antropologia tedesco-statunitense Franz Boas (1858-1942) venne chiamato "il padre dell'antropologia americana". Boas diede importanti contributi all'interno del campo antropologico, più precisamente nell'Antropologia fisica, nella Linguistica, nell'Archeologia e nell'Antropologia culturale. Il suo lavoro pose l'accento sugli effetti ambientali e culturali sulle persone per spiegare il loro sviluppo in età adulta e li valutò in concertazione con la Biologia e con l'Evoluzione umana (Antropogenesi).
Questo incoraggiò gli accademici ad allontanarsi dalle classificazioni statiche della Tassonomia razziale: prima di Boas l'antropologia era lo studio della razza, mentre dopo Boas l'antropologia è diventata lo studio della cultura.

### Julian Huxley e Alfred Cort Haddon

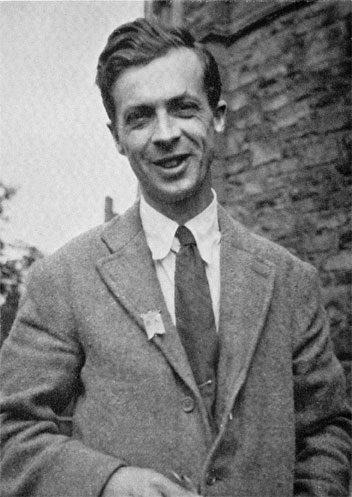
Julian Huxley nel 1922.

Sir Julian Huxley (1887-1975) fu un esponente della Biologia evolutiva inglese, oltre che membro dell'Umanismo e dell'Internazionalismo. Dopo essere tornato in Inghilterra da un tour compiuto negli Stati Uniti d'America nel 1924 scrisse una serie di articoli per The Spectator (rivista) in cui espresse chiaramente la sua credenza nelle drastiche differenze tra "negri" e "bianchi".
Egli credette fermamente che il "colore del sangue" - la percentuale di sangue bianco e nero - che un individuo aveva ne avrebbe determinato anche la capacità mentale, la prudenza morale e il comportamento sociale; il sangue avrebbe anche determinato come gli individui avrebbero dovuto essere trattati dalla società; fu un sostenitore della disuguaglianza razziale e della segregazione razziale.
Entro il 1930 le idee di Huxley sulla razza e sulla capacità intellettuale ereditaria dei gruppi umani divennero via via più liberali. Verso la metà degli anni trenta Huxley venne considerato come uno dei principali esponenti dell'antirazzismo e trascorse gran parte del suo tempo impegnandosi a pubblicizzare la lotta contro il nazismo.
Alfred Cort Haddon (1855-1940) fu un antropologo ed etnologo britannico. Nel 1935 assieme ad Huxley scrisse We Europeans, che portò ad una notevole diffusione l'opposizione contro il razzismo scientifico, attaccando l'abuso che il nazismo stava compiendo nei confronti della Scienza per promuovere la sua politica razziale nella Germania nazista.
Anche se sostennero che "qualsiasi disposizione biologica dei tipi di uomo europeo è ancora in gran parte un processo soggettivo" proposero che l'umanità potesse essere suddivisa in sottospecie maggiori e minori. Credettero che le razze fossero una classificazione basata sull'Ereditarietà, ma che questa non avrebbe dovuto essere utilizzata per condannare o ritenere inferiori "in natura" qualcuno rispetto ad un altro gruppo.
Come la maggior parte dei loro contemporanei continuarono a mantenere una distinzione tra il senso sociale della razza e il suo studio "scientifico". Da un punto di vista prettamente scientifico furono disposti ad accettare che i concetti di superiorità e inferiorità non esistessero, ma da un punto di vista sociale continuarono a credere che le differenze razziali fossero significative. Per esempio sostennero che le differenze genetiche presenti tra i diversi gruppi umani fossero funzionalmente importanti per certi lavori o attività.
     razza caucasoide (Europoide)
     razza Congoide (Negroide)
     razza Capoide
     razza Mongoloide
     razza australoide (Australomelanesoide)

### Carleton Stevens Coon
Carleton Stevens Coon (1904-1981) fu un antropologo fisico statunitense, professore di Antropologia all'Università della Pennsylvania nonché docente dell'Università di Harvard e presidente dell'American Association of Physical Anthropologists.
Nel 1939 pubblicò The Races of Europe (Coon) in cui concluse che:
1. la razza caucasica è di doppia origine, costituita da tipi superiori del Paleolitico (una miscela di Homo Sapiens e Homo neanderthalensis e da tipi di razza mediterranea (Homo Sapiens puro);
2. i popoli del Paleolitico superiore sono i popoli autenticamente indigeni d'Europa;
3. i mediterranei invasero il continente europeo in gran numero durante il periodo Neolitico e vi si stabilirono;
4. la situazione razziale contemporanea europea può essere spiegata come una mescolanza avvenuta tra i superstiti del paleolitico superiore e i mediterranei;
5. quando il numero dei sopravvissuti superstiti del paleolitico superiore e dei mediterranei si verificò il processo detto di "dinarizzazione" (razza dinarica, che produsse un ibrido con caratteristiche non intermedie;
6. la razza caucasica comprende le regioni dell'intera Europa, dell'Asia centrale, dell'Asia meridionale, del Vicino Oriente, del Nordafrica e del Corno d'Africa;
7. la razza nordica fa parte del materiale razziale mediterraneo, essendo una miscela di Cultura della ceramica cordata (Cordead) e di mediterranei-danubiani.

Nel 1962 Coon pubblicò anche The Origin of Races (Le origini delle razze) in cui offriva una visione definitiva della teoria rifacendosi al Poligenismo; sostenne inoltre che ai fossili umani (vedi Lista dei fossili dell'evoluzione dell'uomo) si potrebbe assegnare una data, una razza e un grado evolutivo specifico. Coon suddivise l'umanità in cinque razze e credette che ognuna di esse avesse risalito la scala dell'evoluzione umana a ritmi e percentuali differenti.

### Ashley Montagu

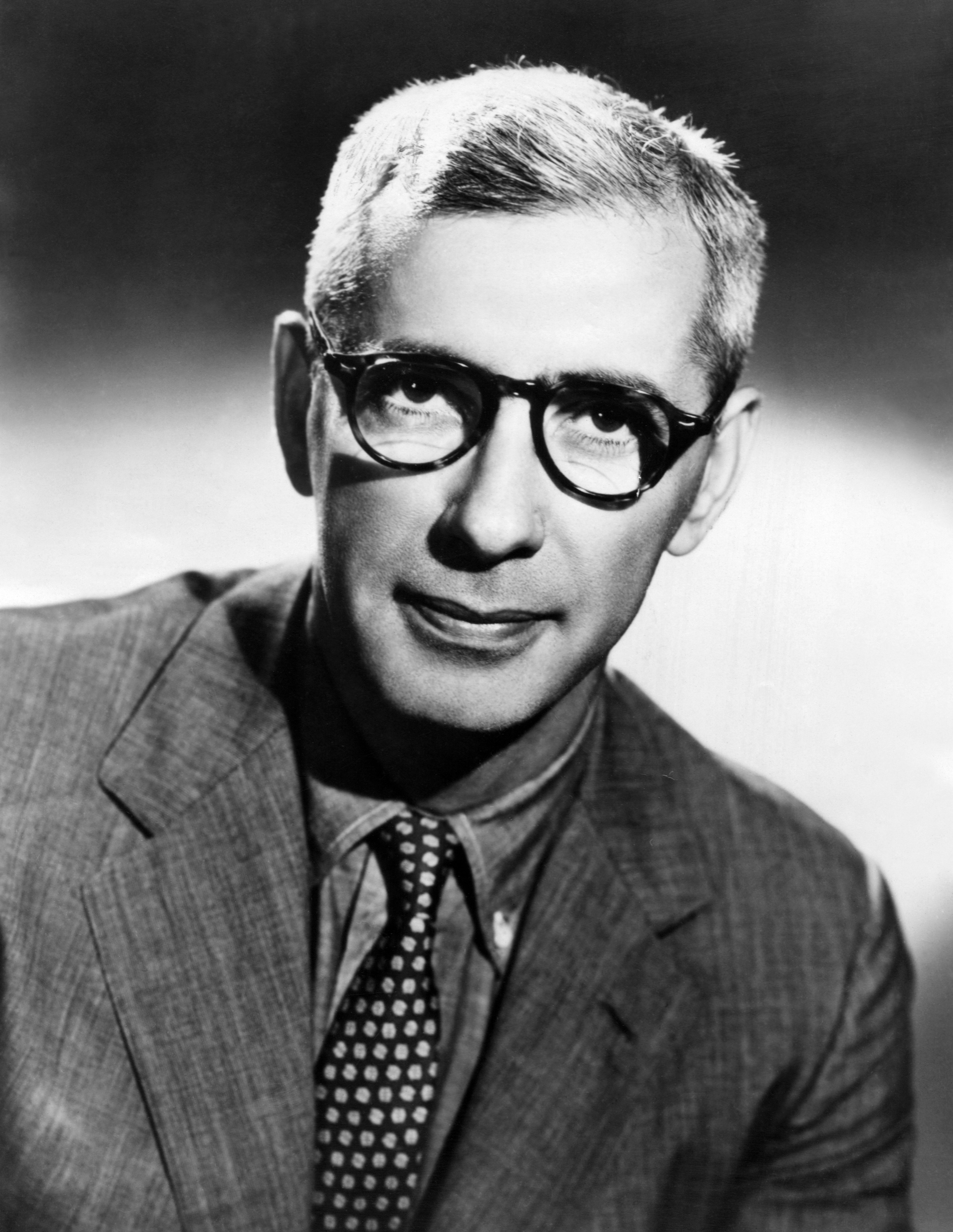
Ashley Montagu nel 1958.

Ashley Montagu (1905-1999) fu un antropologo anglo-statunitense. Nel 1942 s'impegnò attivamente per far sostituire la parola "razza" con quella di "gruppo etnico", anche grazie alla pubblicazione del suo libro Man’s Most Dangerous Myth: The Fallacy of Race (Il mito più pericoloso dell'uomo: la fallacia della razza): venne anche scelto per redigere la dichiarazione dell'UNESCO del 1950 sulla razza (vedi Dichiarazione sulla razza (UNESCO 1950)).
Montagu avrebbe poi pubblicato nel 1945 An Introduction to Physical Anthropology, un trattato completo sulla diversità umana; in tal modo cercò di fornire un quadro scientifico più solido attraverso il quale discutere la variazione biologica tra le popolazioni.

### UNESCO
L'Organizzazione delle Nazioni Unite per l'Educazione, la Scienza e la Cultura (UNESCO) è stata fondata il 16 novembre 1945 a seguito del genocidio perpetrato dal nazionalsocialismo. La costituzione dell'UNESCO del 1945 ha dichiarato che "la grande e terribile guerra che è appena terminata è stata resa possibile dalla negazione dei principi democratici della dignità, dell'uguaglianza e del rispetto reciproco degli uomini e dalla propagazione, al suo posto, attraverso l'ignoranza e il pregiudizio. della dottrina della disuguaglianza degli uomini e delle razze". Tra il 1950 e il 1978 l'UNESCO ha fatto pubblicare cinque dichiarazioni sulla questione della razza.
La prima delle dichiarazioni dell'UNESCO sulla razza è stata la Dichiarazione sulla razza (UNESCO 1950) rilasciata il 18 luglio 1950. La dichiarazione comprendeva sia il rifiuto di una base scientifica per le teorie inerenti alle gerarchie razziali sia una condanna morale del razzismo. La sua prima affermazione ha suggerito in particolare di "abbandonare totalmente la parola razza e di parlare al suo posto di gruppi etnici", che si è però rivelata in seguito controversa. La dichiarazione del 1950 era più interessata a sconfiggere la nozione di razza come specie rifiutando l'idea di una base biologica da dare alle categorie razziali.
Invece ha definito il concetto di razza in termini di popolazione definita da determinate caratteristiche anatomiche e fisiologiche come divergenti da altre popolazioni; fornisce gli esempi dei tipi caucasici (Europoide), mongoloidi e l'affermazione la quale osserva che non esistono "razze pure" e che la variabilità biologica è stata altrettanto grande in tutte le razze e tra le razze; ha inoltre sostenuto che non esiste una base scientifica per credere che esistano differenze innate in termini intellettuali, psicologici o emotivi e di potenzialità tra le razze.

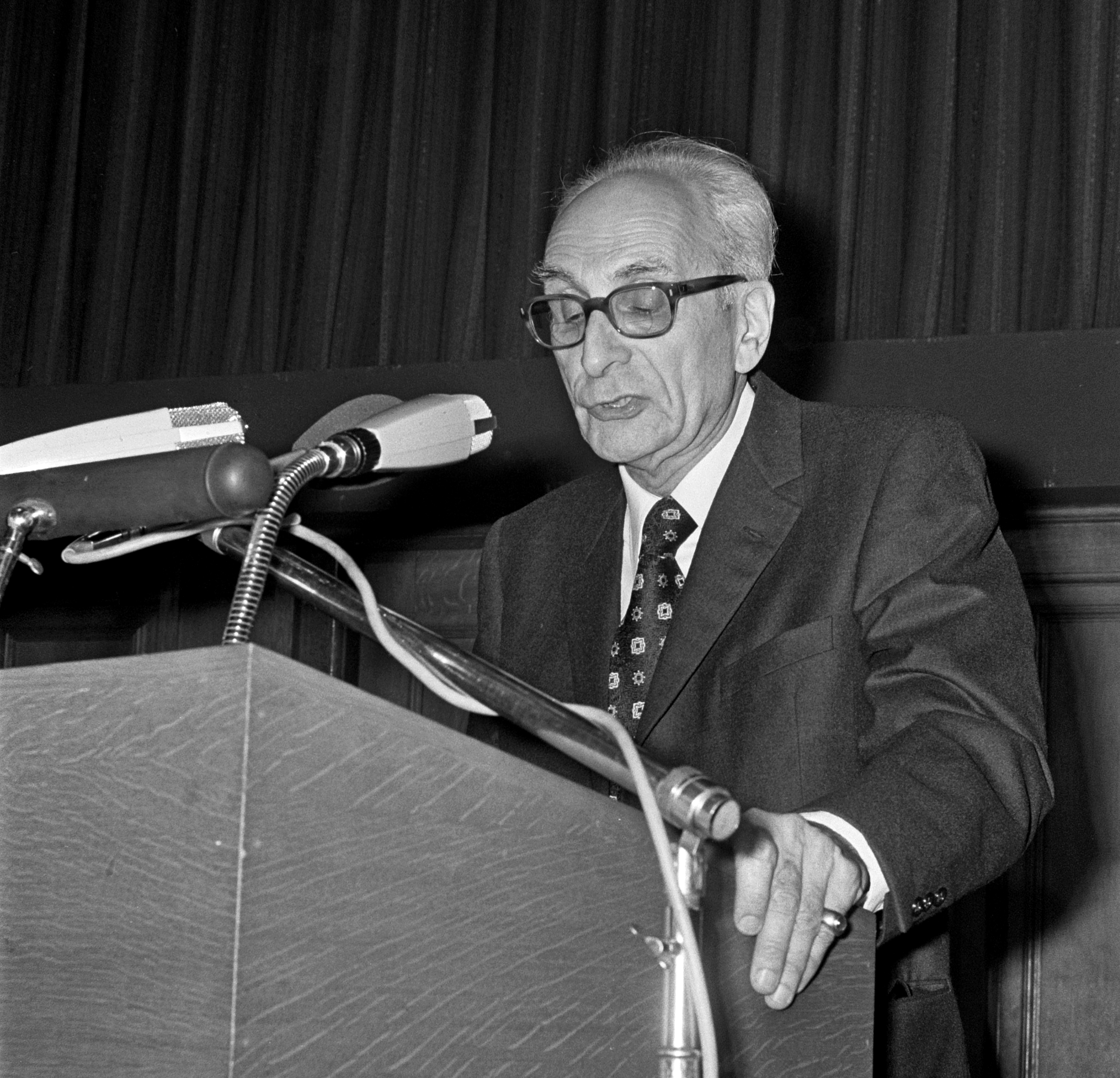
Claude Lévi-Strauss nel 1973.

La dichiarazione è stata redatta da Ashley Montagu e approvata da alcuni dei principali ricercatori del tempo nei settori della psicologia, della biologia, dell'antropologia culturale e dell'etnologia. La dichiarazione è stata approvata dallo psicologo neozelandese Ernest Beaglehole, dall'antropologo ispano-messicano Juan Comas Camps, dal sociologo brasiliano Luiz de Aguiar Costa Pinto, dal sociologo statunitense specializzato in studi di relazioni di razza Edward Franklin Frazier, da Morris Ginsberg - presidente fondatore dell'"British Sociological Association" (BSA), da Humayun Kabir - scrittore, filosofo e per due ministro dell'Istruzione indiana - da Claude Lévi-Strauss - uno dei fondatori dell'etnologia e principale teorico dell'antropologia strutturale - e infine da Ashley Montagu - antropologo e autore di The Elephant Man: A Study in Human Dignity - che ne è stato anche il relatore.
A causa della mancanza di rappresentanza di studiosi di antropologia fisica nel comitato di redazione la pubblicazione del 1950 è stata criticata da biologi e antropologi fisici per aver confuso i sensi biologici e sociali della razza e per essere andare ben oltre i fatti scientifici, anche se vi fu un accordo generale sulle conclusioni emerse.
Subito dopo l'UNESCO ha riunito un nuovo comitato con una migliore rappresentazione di esperti di scienze fisiche e ha redatto una nuova dichiarazione pubblicata nel 1951. L'affermazione del 1951, pubblicata come "The Race Concept", si è concentrata sulla razza come un euristico biologico che potrebbe servire da base per gli studi evolutivi delle popolazioni umane. Ha considerato le razze esistenti come il risultato di tali processi evolutivi nel corso della storia umana. Ha inoltre sostenuto che "l'uguaglianza di opportunità e l'uguaglianza in diritto non dipendono in alcun modo, come principi etici, sull'affermazione secondo cui gli esseri umani sono di fatto uguali nella loro dotazione di caratteri innati".
Mentre le dichiarazioni del 1950 e del 1951 riuscirono a generare una notevole attenzione, nel 1964 è stata costituita una nuova commissione per elaborare una terza dichiarazione intitolata "Proposte sugli aspetti biologici della razza". Secondo Michael Banton (2008), esperto di Scienze sociali, questa nuova dichiarazione si è rivelata più chiaramente con la nozione di razza-specie rispetto alle due precedenti, dichiarando che quasi tutte le popolazioni geneticamente differenziate potrebbero essere definite come una sola razza.
La dichiarazione ha affermato che "sono state proposte diverse classificazioni dell'uomo nei suoi principali gruppi etnici e nelle categorie più ristrette (razze, gruppi di popolazioni o singole popolazioni) sulla base di tratti fisici ereditari. Quasi tutte le classificazioni riconoscono almeno tre maggiori raggruppamenti e non esiste un gruppo nazionale, religioso, geografico, linguistico o culturale che possa costituire una razza ipso facto; il concetto di razza è puramente biologico". Ha concluso dicendo che "i dati biologici sopra riportati stanno in aperta contraddizione con i principi del razzismo. Le teorie razziste non possono in alcun modo far finta di avere un qualche fondamento scientifico".
Le affermazioni del 1950, '51 e '64 si sono concentrate sulla dispersione delle basi scientifiche per il razzismo ma non considerano altri fattori che contribuiscono al razzismo. Per questo motivo nel 1967 è stato riunito un nuovo comitato, compresi rappresentanti delle scienze sociali (sociologi, avvocati, etnografi e genetisti), per redigere una dichiarazione "che copre gli aspetti sociali, etici e filosofici del problema". Questa dichiarazione è stata la prima a fornire anche una definizione del razzismo: "credenze antisociali e atti basati sulla falsità che i rapporti discriminatori intercorrenti tra diversi gruppi sono giustificabili per motivi biologici". La dichiarazione ha continuato a denunciare i molti atti sociali negativi prodotti dal razzismo.
Nel 1978 l'Assemblea generale dell'UNESCO ha riesaminato le quattro dichiarazioni precedenti e ha pubblicato una "Dichiarazione sulla razza e il pregiudizio razziale" (la Dichiarazione sulla razza (UNESCO 1978)). Questa nuova dichiarazione ha incluso anche l'apartheid come uno degli esempi più lampanti di razzismo, inclusione che ha costretto il Sudafrica ad uscire dall'assemblea. Ha dichiarato anche che una serie di politiche e leggi pubbliche dovevano essere attuate. Ha affermato che:
- "tutti gli esseri umani appartengono a una sola specie".
  - "tutti i popoli del mondo possiedono pari facoltà e capacità per raggiungere il massimo livello nello sviluppo intellettuale, tecnico, sociale, economico, culturale e politico".
  - "le differenze tra i risultati dei diversi popoli sono interamente attribuibili a fattori geografici, storici, politici, economici, sociali e culturali".
  - "qualsiasi teoria che coinvolge l'affermazione che i gruppi razziali o etnici siano intrinsecamente superiori o inferiori, implicando che alcuni avrebbero il diritto di dominare ed eliminare gli altri, ritenuti inferiori, o che basano giudizi di valore sulla differenziazione razziale, non hanno alcun fondamento scientifico e ciò è contrario ai principi morali ed etici dell'umanità".

### Critica degli studi razziali (1930-1980)
La critica del XX secolo all'antropologia razziale era fondamentalmente basata sulla scuola di Franz Boas, professore di antropologia presso la Columbia University dal 1899, che a partire dal 1920 favorì fortemente l'influenza dell'ambiente sociale sull'ereditarietà. Come reazione all'ascesa della Germania nazista e alla sua prominente espansione di ideologie razziste nel corso degli anni trenta, si è verificata una crescita esponenziale di opere popolari da parte di scienziati che criticarono l'uso della razza per giustificare la politica della "superiorità" e dell'"inferiorità".
Un lavoro influente a questo proposito fu la pubblicazione di We Europeans: A Survey of "Racial" Problems di Julian Huxley e Alfred Cort Haddon nel 1935 che cercò di dimostrare che la genetica delle popolazioni ha permesso solo una definizione al meglio molto limitata della "razza". Un altro lavoro popolare in questo periodo, The Races of Mankind di Ruth Benedict e Gene Weltfish, sostenne che, sebbene vi fossero alcune differenze razziali, esse erano soprattutto superficiali e comunque non giustificavano l'azione politica razzista.
Race and History di Claude Lévi-Strauss (UNESCO, 1952) contiene un'altra critica della nozione biologica di "razza", schierandosi a favore del relativismo culturale attraverso la metafora delle culture come diversi treni che passano ognuno in varie direzioni e velocità, sembrando così che solo il proprio treno progredisse mentre gli altri sembravano immobili. Questo, a suo avviso, ha dimostrato chiaramente che "la razza" non era più un indicatore utile della superiorità culturale.

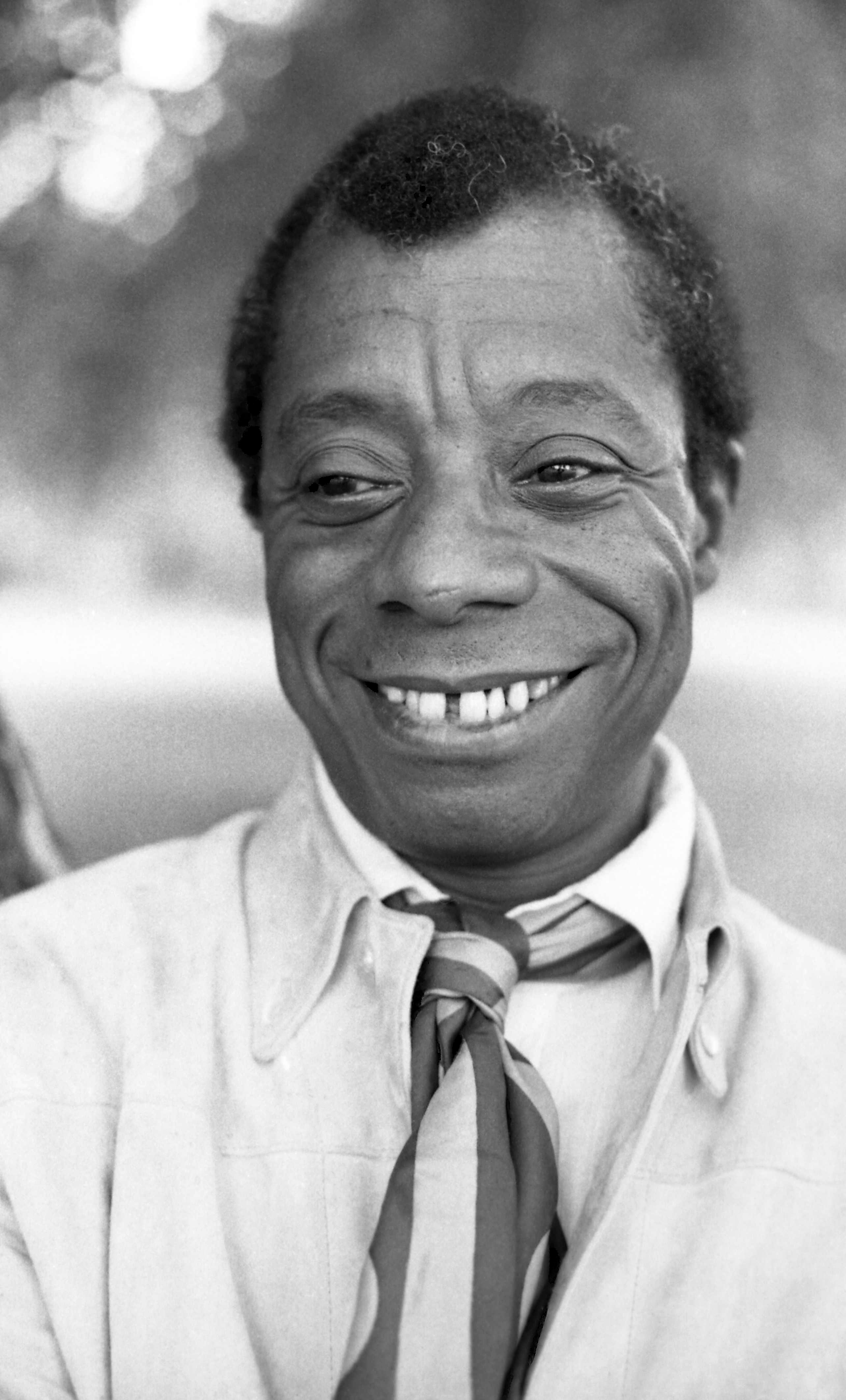
James Baldwin nel 1969.

Nel suo articolo del 1984 per la rivista Essence intitolato On Being ‘White’... and Other Lies lo scrittore afroamericano e omosessuale James Baldwin legge la storia della razzializzazione negli USA come sia figurativamente che letteralmente violenta, osservando che "la razza" esiste solo come un costrutto sociale entro una rete di relazioni di forza: "L'America è diventata bianca, le persone che vi si stabilirono fecero diventare bianco il paese; a causa della necessità di negare la presenza nera e di giustificare la sottomissione nera. Su un tale principio nessuna comunità può essere fondata, essendo essa una menzogna ampiamente genocida realizzatasi con il tentativo programmato di estinzione del bisonte americano (Bison bison), avvelenando i pozzi, incendiando le abitazioni, massacrando i nativi americani, violentando le donne nere... Poiché sono bianchi, non possono lasciarsi tormentare dal sospetto che tutti gli uomini sono fratelli".
Oltre alla sua funzione di termine vernacolare, la parola "razza" - come nota la storica Nancy Stepan nel suo libro del 1982 intitolato The Idea of Race in Science, Great Britain 1800–1960  - variava ampiamente nel suo uso, anche nella scienza, dal XVIII secolo attraverso tutto il XX; il termine si riferiva "in un momento o nell'altro" a "gruppi culturali, religiosi, nazionali, linguistici, etnici e geografici degli esseri umani" e andava dai "Celti" agli "ispanoamericani" agli "Hottentoti (i Khoi)" ai "gruppi etnici dell'Europa" (p. xvii).
Nella prefazione a Blackness: Text and Pretext, del 1979 Henry Louis Gates Jr. descrive l'elemento inafferrabile della "negritudine" nella letteratura afroamericana in quanto manca di una "essenza", definita invece "da una rete di relazioni che formano una particolare unità estetica "(p. 162). Proseguendo la sua negazione da post-strutturalismo dell'essenza della nerezza, nella sua introduzione del 1985 per un numero speciale della rivista accademica Critical Inquiry, Gates continua ad andare avanti, chiamando la razza stessa un "tropo pericoloso" (p. 5). Egli sostiene che "la razza è diventata un tropo della differenza ultima, irriducibile tra culture, gruppi linguistici o aderenti a specifici sistemi di credenze che, più spesso che no, hanno anche opposto fondamentalmente gli interessi economici" (p. 5).
Linda Gottfredson (professoressa emerita di psicologia dell'educazione), d'altra parte, ha sostenuto che negare o cercare di nascondere le differenze biologiche reali tra i gruppi tramite il test del quoziente d'intelligenza (IQ) fa sì invece che la gente cerchi qualcuno da incolpare per i diversi risultati medi del gruppo, causando risentimento e ostilità. Ella sostiene che "praticamente tutti i gruppi di vittime del genocidio nel XX secolo avevano raggiunto livelli relativamente elevati di successo intellettuale".

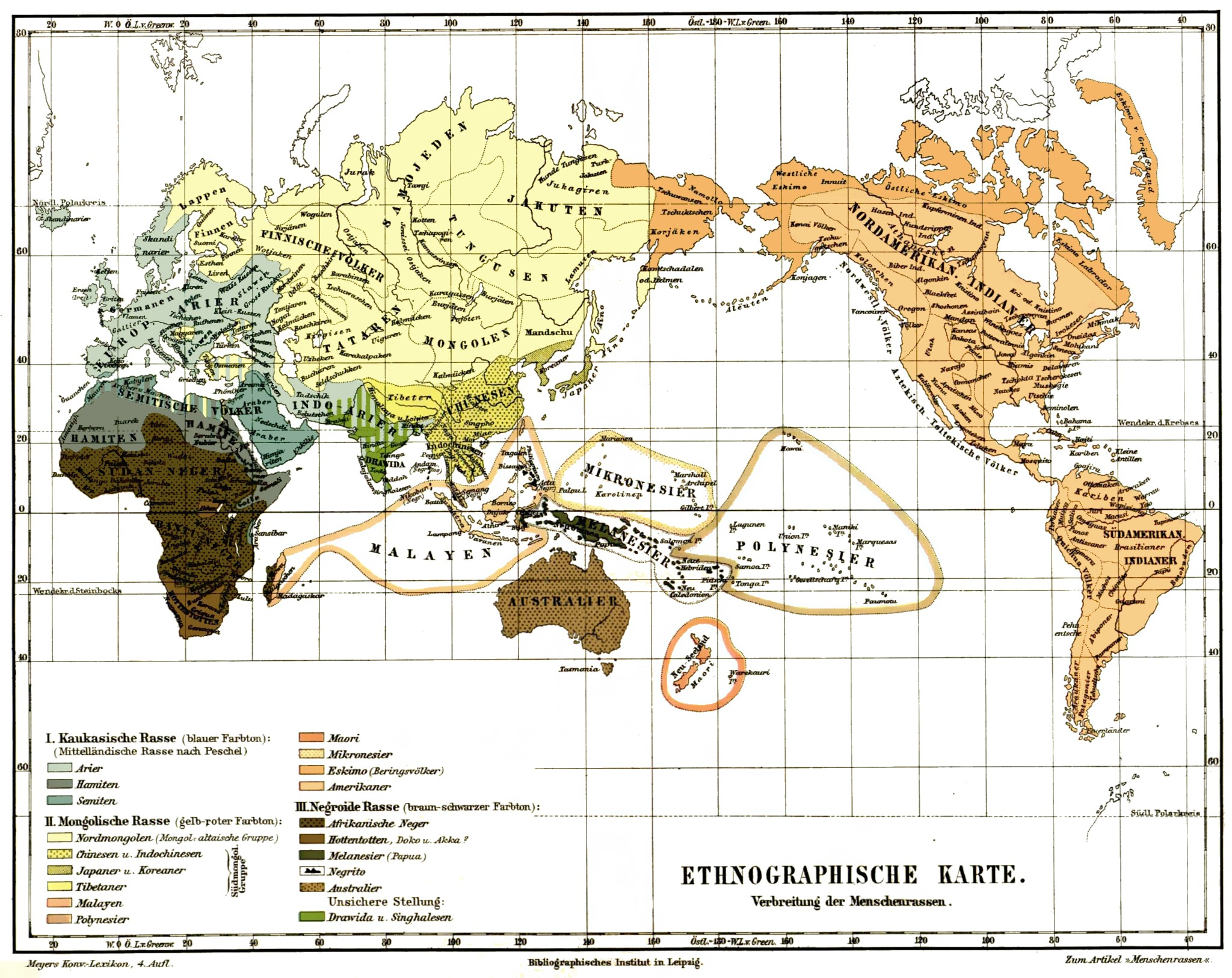
Mappa etnografica dell'enciclopedia tedesca Meyers Konversations-Lexikon (1885-1890), in cui si classifica la specie umana sulla base delle caratteristiche razziali, ma anche linguistiche.

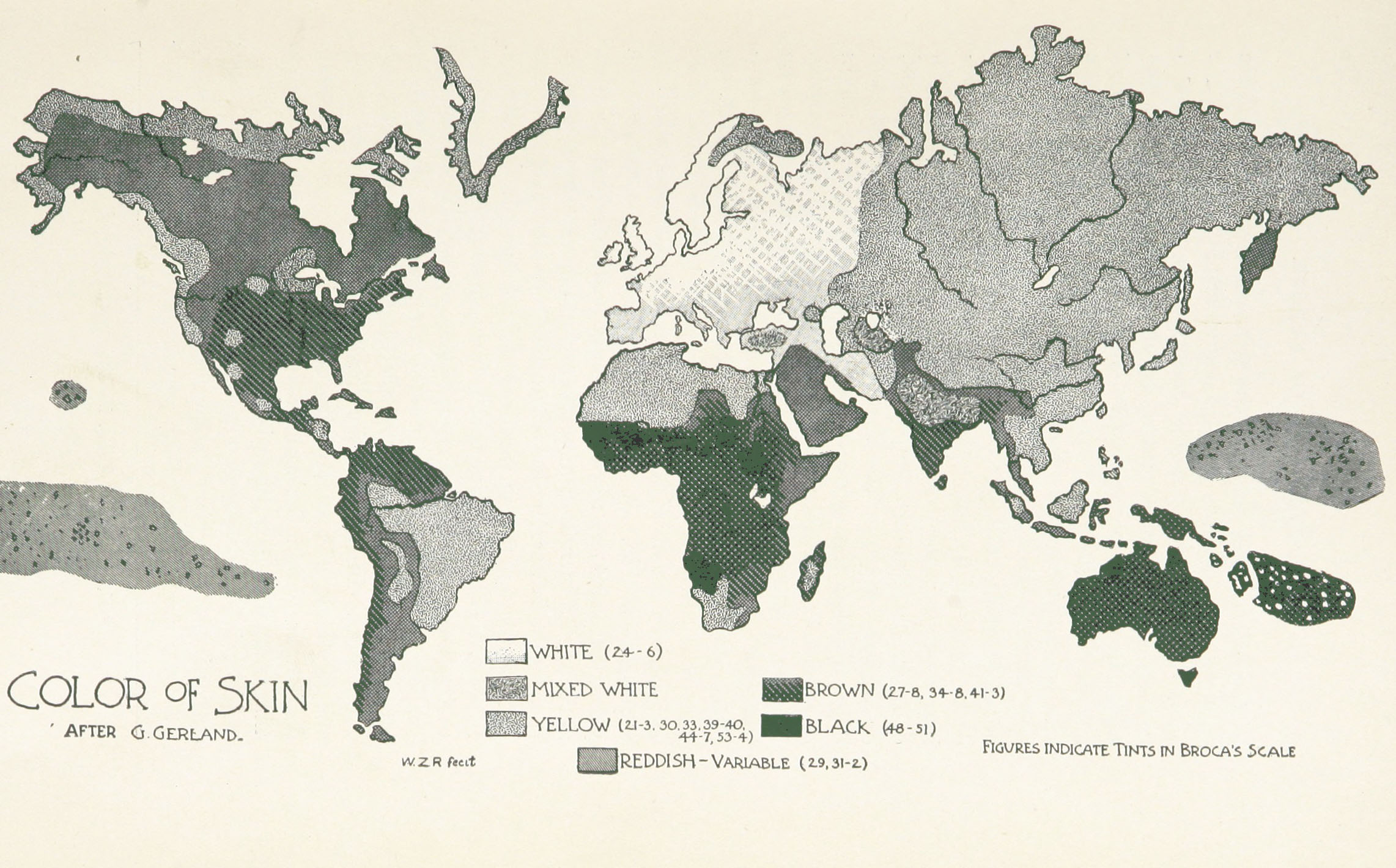
Mappa del colore della pelle in "The Races of Europe" del 1899.

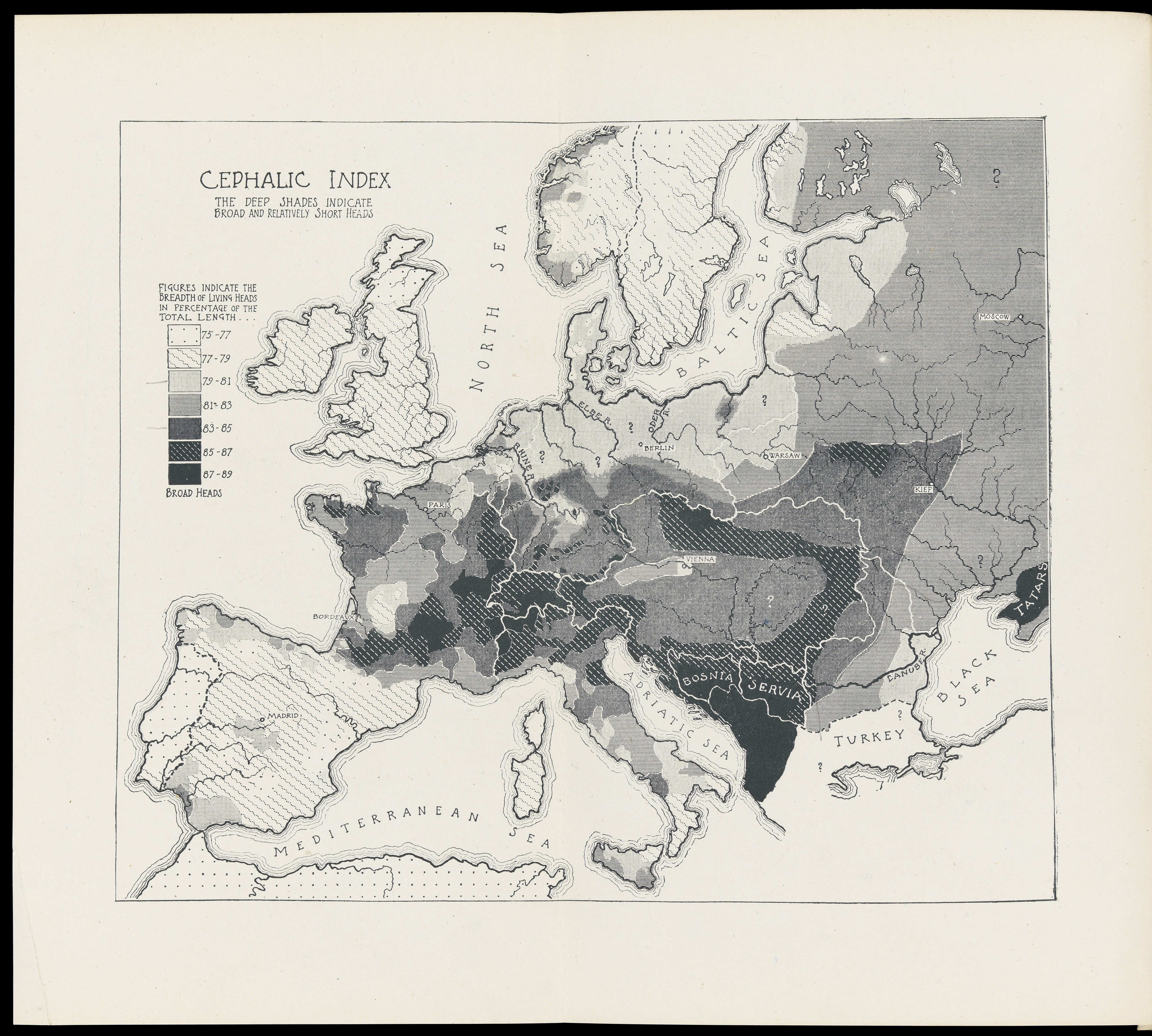
Mappa dell'indice cefalico sempre dal "The Races of Europe" del 1899.

## Riepilogo storico delle classificazioni razziali nella specie umana

### Antropologia classica
Le classificazioni tradizionali e il concetto stesso di razze sono sempre relativi e dipendenti dal giudizio del singolo esperto di Naturalismo (scienza); sono tuttavia tutte basate sulla descrizione del Fenotipo, cioè il carattere morfologico anatomico assunto dalle caratteristiche maggiormente evidenti come il colore della pelle e altri tratti fisici, raramente basati sulla Fisiologia. Tra i metodi utilizzati dall'Antropologia fisica vi è quello che viene chiamato Carattere morfologico razziale il quale comporta lo studio delle seguenti caratteristiche:
- la pigmentazione della pelle (Melanina);
- la macchia mongolica;
- la pigmentazione del capello (colore dei capelli);
- la statura e il peso corporeo umano;
- la forma della testa o craniometria la quale indica l'indice cefalico, il volume e la circonvoluzione cerebrale;
- le proporzioni e la forma del viso;
- l'orbita oculare e gli indici orbitali;
- la pigmentazione o colore degli occhi;
- la forma del naso, l'osso nasale e l'indice nasale;
- la palpebra (l'epicanto) e il padiglione auricolare;
- il prognatismo, la forma e le proporzioni della bocca e del labbro;
- lo scheletro (anatomia umana), l'indice pelvico (bacino (anatomia) e le proporzioni del collo, della spalla, del torace, dell'addome, delle estremità (braccio e gamba), dei genitali e la Steatopigia.

### Classificazioni storiche
I più rilevanti sistemi di classificazione umana storici sono stati:

#### Antico Egitto

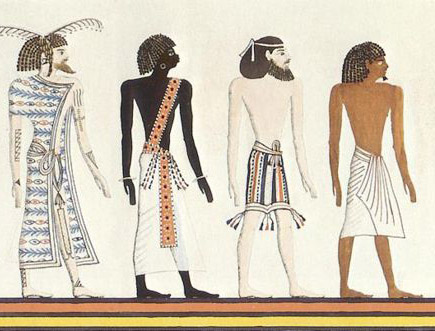
Tomba del faraone Seti I (KV17), in un modello del 1820. Si notano quattro diversi colori della pelle o etnie.

Sono stati rinvenuti diversi testi sacri in tombe faraoniche, a partire dall'inizio del Nuovo Regno (tra il 1550 e il 1070 a.C.). che fanno riferimento alle quattro razze note in quel tempo. Da sinistra a destra, secondo il disegno:
- libico (Berberi);
- abitante della Nubia;
- sirio (asiatico);
- abitante dell'antico Egitto.

#### Medioevo
Per tutto il corso del Medioevo si credette che la diversità umana avesse un'origine simile a quella della molteplicità linguistica. Secondo un'interpretazione della Bibbia l'essere umano discendeva dai tre figli di Noè, Sem (Bibbia), Cam (Bibbia) e Jafet, i cui discendenti si diffusero poi in tutto il mondo dopo il crollo della Torre di Babele, dando luogo di conseguenza a tre popoli o razze differenti:
- Semiti (asiatici);
- Camiti (africani);
- Giafetiti (europei).

#### François Bernier

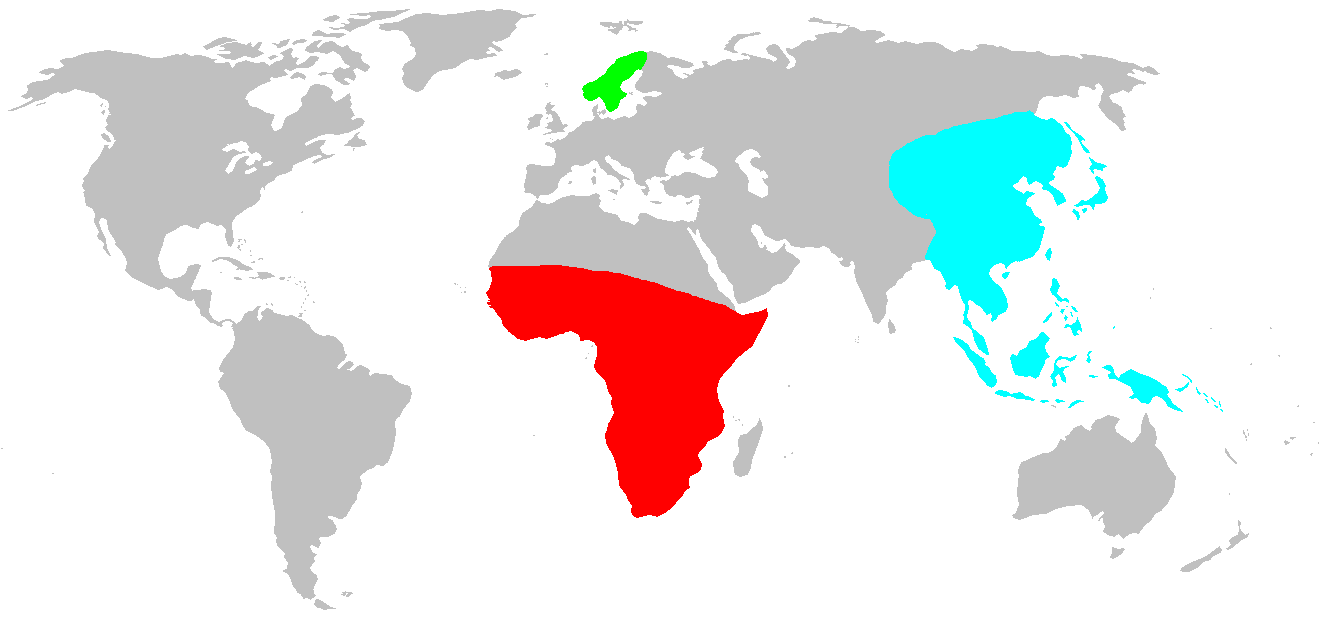
La classificazione razziale di Bernier.

Le prime classificazioni razziali risalgono al XVII secolo, e si verificarono nel contesto dell'epoca contemporanea dell'imperialismo verso l'estero o periodo coloniale (colonialismo) consistente nella conquista di vaste aree interne in tutto il mondo da parte di una manciata di regni europei. François Bernier (1625-1688) nel 1684 pubblicò la prima classificazione delle diverse razze o specie umane, sostenendo che fosse stato possibile suddividere la terra tenendo conto delle caratteristiche fisiche dei loro abitanti, oltre che a seconda delle regioni in cui vivevano. (Stuurman 2000) Egli suddivise l'umanità in quattro gruppi:
- gli abitanti dell'Europa, del Nordafrica, della Persia, gli arabi, gli abitanti dell'India e dell'arcipelago malese. In seguito questo primo gruppo comprese anche i nativi americani i quali vennero descritti di "color olivaceo";
- gli abitanti dell'Africa sub-sahariana;
- la razza Mongoloide (asiatici "gialli");
- gli abitanti della Lapponia (i Sami).

#### Gottfried Leibniz e Samuel Stanhope Smith
Il filosofo tedesco Gottfried Leibniz alla fine del XVII secolo ritenne che, a prescindere dalle differenze fisiche e culturali, tutti gli esseri umani appartenessero alla stessa razza. Samuel Stanhope Smith scrisse nel 1787 (nel suo Essay on the Causes of Variety of Complexion and Figure in the Human Species) che le differenze fisiche presenti tra le diverse popolazioni fossero causati dal tempo (Clima) e che tutti fossero essenzialmente appartenenti ad una stessa razza; entrambi conclusero che gli esseri umani sono multivariabili e che cercare di classificarli in razze fosse del tutto inutile quand'anche impossibile.

#### George Buffon

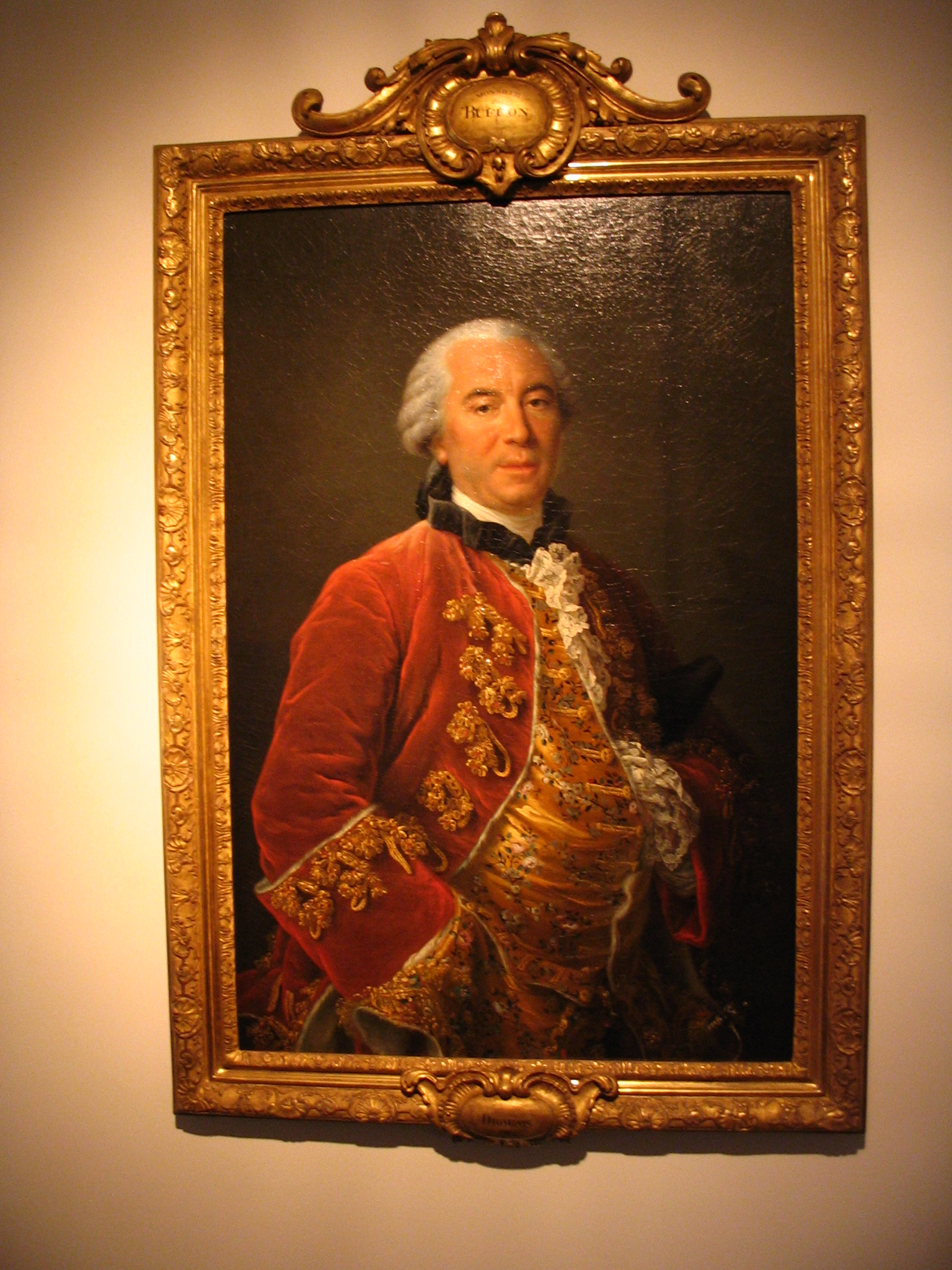
Quadro raffigurante Georges-Louis Leclerc de Buffon.

Georges-Louis Leclerc de Buffon (1707-1788) ritenne che le differenze razziali fossero processi climatici soggettivi e temporali, dovuti alla dieta alimentare o alle abitudini indotte (costumi locali). Ad esempio la pelle nera fu relazionata ad un'eccessiva esposizione al sole, e i Lapponi e gli abitanti della Groenlandia aveva una pelle più scura rispetto agli abitanti dell'Europa settentrionale a causa del gelo; infine considerò che se le persone avessero cambiato i loro luoghi di residenza, se sarebbe seguita anche una modificazione del tipo umano. Pubblicò a partire dal 1749 distinguendo l'uomo in sei varietà o categorie razziali:
- Lapponi o polari;
- Tatari, che secondo il linguaggio ordinario si riferivano al tipo Mongoloide (abitanti della Mongolia;
- abitanti dell'Asia meridionale;
- abitanti dell'Europa;
- abitanti dell'Etiopia;
- abitanti dell'America.

#### Carl Linneo[47]
Linneo (1707-1778) definì la posizione degli esseri umani nel contesto generale delle specie naturali, in correlazione con le specie della Zoologia e della Botanica, oltre a comprendere la specie umana e le scimmie (Simiiformes) all'interno dello stesso ordine speciale costituito dai Primates.
Linneo in realtà non utilizzò mai il concetto di razza, ma si limitò semplicemente a suddividere il genere umano in più varietà:
- Nativi americani - colorati, collerici, con giuste proporzioni fisiche, di pelle scura e capelli neri e lisci, robusti, grosse labbra e grandi narici, il mento quasi imberbe, testardi, felici del destino che hanno, amanti della libertà, dipinti nel corpo con strisce colorate combinate in modi differenti;
- abitanti dell'Europa - bianchi, sanguigni, muscolosi, capelli chiari e abbondanti, incostanti, inventivi, completamente ricoperti da abiti, governati da leggi;
- abitanti dell'Asia - gialli, melanconici, rigorosi, capelli neri e occhi castani, gravi e severi, pomposi e sfarzosi, ricoperti da lunghe vesti, governati secondo l'opinione;
- abitanti dell'Africa - neri, flemmatici, con capelli crespi, naso largo, astuti e pigri, col corpo strofinato con olio e grasso, governati da volontà arbitrarie.

#### Friedrich Blumenbach

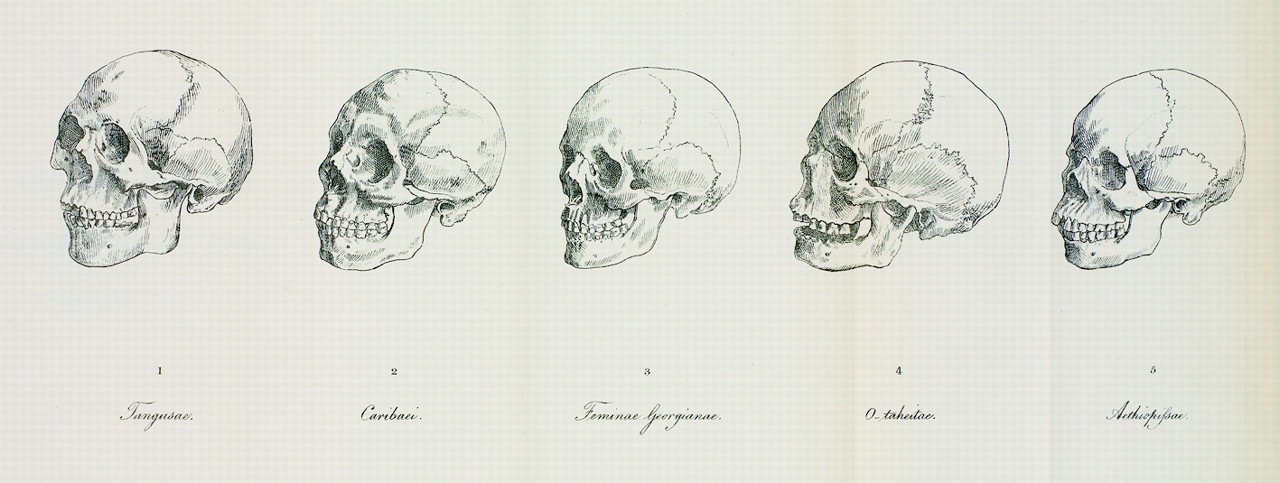
Le cinque razze umane secondo Blumenbach.

Johann Friedrich Blumenbach si basò sulla craniometria per l'analisi della propria classificazione. Credette nella parità delle razze e considerò le variazioni fisiche essenzialmente come prodotti degli adattamenti climatici, sebbene il meccanismo per cui ciò poteva accadere fosse da lui ignorato. Iniziò sue pubblicazioni nel 1790 e identificò cinque razze, che sono indicati qui consecutivamente assieme ai disegni allegati:
- mongoloide o gialla
- americana o rossa (nativi americani)
- caucasica (Europoide)
- malese o marrone (sudest asiatico)
- etiopica o negroide.

#### Georges Cuvier e Joseph Arthur de Gobineau

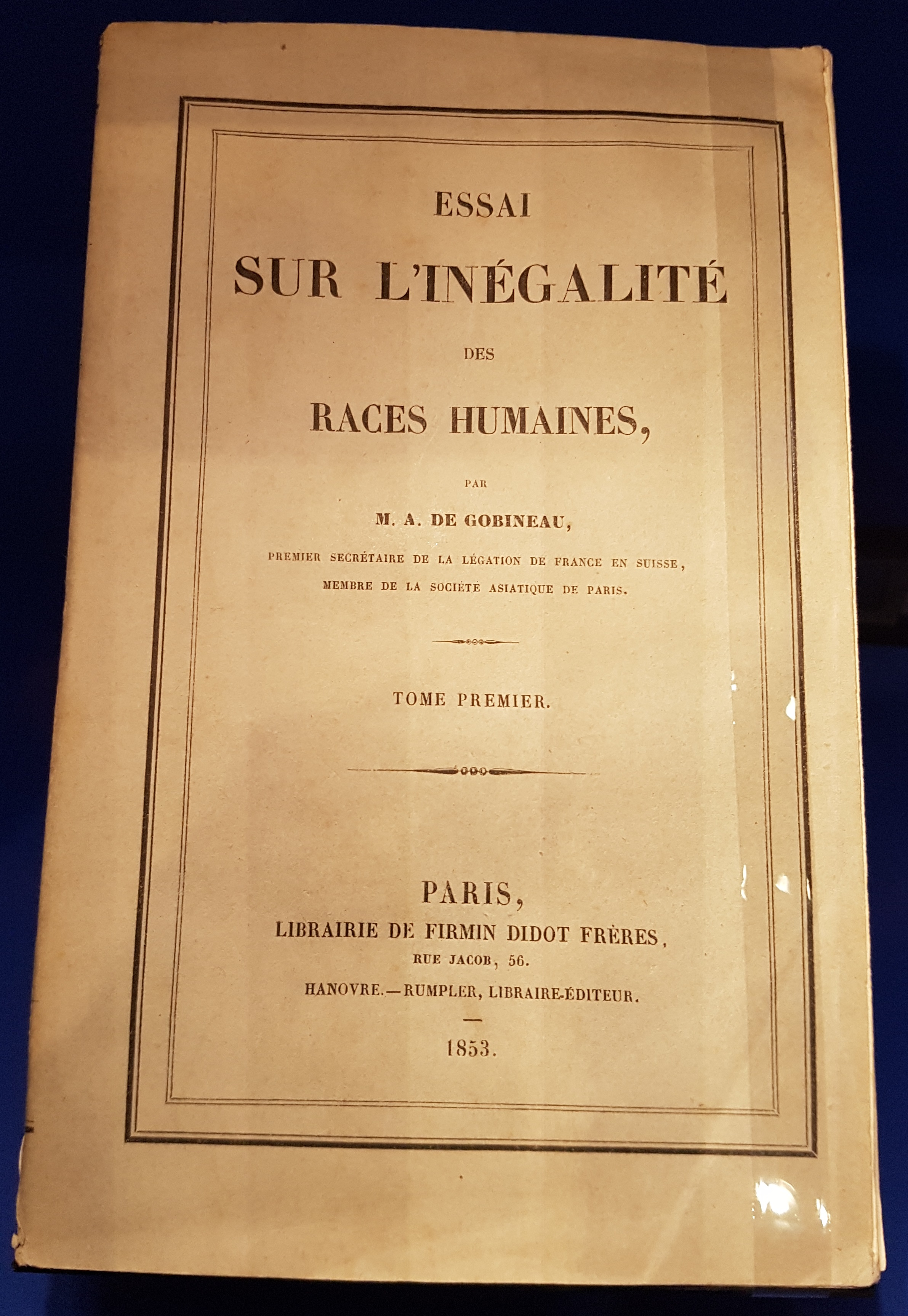
Il Saggio sulla disuguaglianza delle razze umane di Joseph Arthur de Gobineau.

All'inizio del XIX secolo alcuni autori sostennero che si potesse riconoscere negli esseri umani la superiorità di una razza rispetto alle altre. Queste teorie furono utilizzate per giustificare atti come il colonialismo europeo sino ad giungere al genocidio e alla segregazione razziale nel corso del XX secolo: purtuttavia si radicò profondamente nelle credenze popolari e nei domini extra-scientifici di gran parte del mondo una classificazione semplice ed elementare delle "tre razze" che è rimasta più o meno valida fino ai giorni nostri. Si può riassumere in:
Georges Cuvier (1798)
- Caucasico (Europoide)
- Mongolico (Mongoloide)
- Etiopico (Negroide)

Joseph Arthur de Gobineau (1853)
- Bianco
- Giallo (mongoloide)
- Negro

#### Jean Baptiste Bory de Saint-Vincent
Nel suo  Dictionnaire classique d'histoire naturelle (1825):
Leyotricoi (dai capelli lisci).
- Dell'antico continente:
  - I. Specie Jiafetica
    - A. Gens togata
      - a. Razza caucasica (Europoide)
      - b. Razza dei Pelasgi

    - B. Gens braccata[48]
      - c. Razza dei Celti
      - d. Razza dei Germani
        - 1.ª Varietà dei Teutoni
        - 2.ª Varietà degli Slavi

  - II. Specie degli Arabi
    - a. Razza atlantica (discendente simbolicamente da Atlantide)
    - b. Razza adamitica (discendente simbolicamente da Adamo ed Eva)

  - III. Specie dell'India
  - IV. Specie degli Sciti
  - V. Specie della Cina (Cinesi)
  - VI. Specie Iperborea
  - VII. Specie nettuniana
    - a. Razza della Penisola malese (Malesi)
    - b. Razza oceanica
    - c. Razza della Papua Nuova Guinea

  - VIII. Specie australasica

- Del nuovo continente:
  - IX. Specie colombiana
  - X. Specie americana
  - XI. Specie Tehuelche della Patagona

Ellotrici
- XII. Specie etiopica (dell'Etiopia)
- XIII. Specie Kaffraria (dei territori attuali di King William's Town e East London in Sudafrica)
- XIV. Specie della Melanesia

Fenomeni umani
- a. Cretinismo
- b. Albinismo

#### A. Desmoulins
Nel suo Histoire naturelle des races humaines (1826):
- I. Specie degli Sciti
  - a. Razza indogermana
  - b. razza dei Finlandesi
  - c. Razza dei Turchi
- II. Specie caucasica
- III: Specie dei Semiti
  - a. Razza degli Arabi
  - b. Razza etrusco-pelasgica
  - c. Razza dei Celti
- IV: Specie atlantica
- V. Specie dell'India
- VI. Specie de Mongoli
  - a) Razza dell'Indocina
  - b) Razza Mongoloide
  - c) Razza Iperborea
- VII. Specie delle Isole Curili
- VIII. Specie etiopica
- IX. Specie euroafricana
- X: Specie austroafricana
  - a. Razza dei Khoi
  - b) Razza dei Boscimani

| valign=top width=50% |
- XI. Specie malesi o oceaniche
  - a. Croliniani
  - b. Daiacchi di Sarawak e Beadiucci del Borneo e molti Araforas e Alfurus delle isole Molucche
  - c. abitanti di Giava, Sumatra, Timor e malesi
  - d. Polinesiani
  - e. Hova del Madagascar
- XII. Specie papuana
- XIII. Specie negro-oceanica
  - a. Mois o Moyeos della Cocincina
  - b. Samangos, Dayaqos e numerosi altri
  - c. Popoli della Terra di Van Diemen
  - d. Vinzirobari
- XIV. Specie australasica
- XV. Specie colombiana o colombica
- XVI. Specie americana
  - a. Omagnas, Guaraní, Coroados, Puris, Alturos, Otomacos (indigeni del Venezuela) e molti altri
  - b. Aimoré (popoli indigeni del Brasile) e Guaiani
  - c. Mbayá (tribù del Paraguay), Charrúa (tribù dell'Uruguay)
  - d. Mapuche, Puelche, Teuleti o Tehuelche della Patagonia
  - e. Pecheresei

#### Lesson[50]
René-Primevère Lesson nel suo Manuel de mammalogie ou Histoire naturelle des mammifères (1827):
- I) Razza bianca o caucasica (Europoide)
  - 1) Ramo arameo: assiri, caldei, arabi, fenici, ebrei, abissini...
  - 2) Ramo indio: tedeschi, pelasgi, celti, cantabri, persiani...
  - 3) Ramo degli sciti e dei tatari, parti, turchi, finlandesi, ungheresi.
- Prima varietà, ramo dei malesi.
- Seconda varietà, ramo oceanico (abitanti dell'Oceania).
- II) Razza amarilla o mongoloide.
  - 1) Ramo Manciù.
  - 2) Ramo sinico.
  - 3) Ramo degli iperborei o eschimesi: lapponi, parlanti delle Lingue samoiede, eschimesi del Labrador (penisola), abitanti delle isole Curili e delle isole Aleutine.
- 4) Ramo americano.
  - a) peruviani e messicani.
  - b) cileni (araucani).
  - c) abitanti della Patagonia.
- 5) Ramo mongopelasgico o "carolingi".
- III) Razza Negroide o "melaniana".
  - 1) Ramo degli etiopi.
  - 2) Ramo della Caffreria.
  - 3) Ramo dei Khoi.
  - 4) Ramo dei papuani (abitanti della Papua Nuova Guinea).
  - 5) Ramo della Tasmania.
  - 6) Ramo degli "alfurusendamena".
  - 7) Ramo degli "alfurus-australi".

#### Thomas Henry Huxley

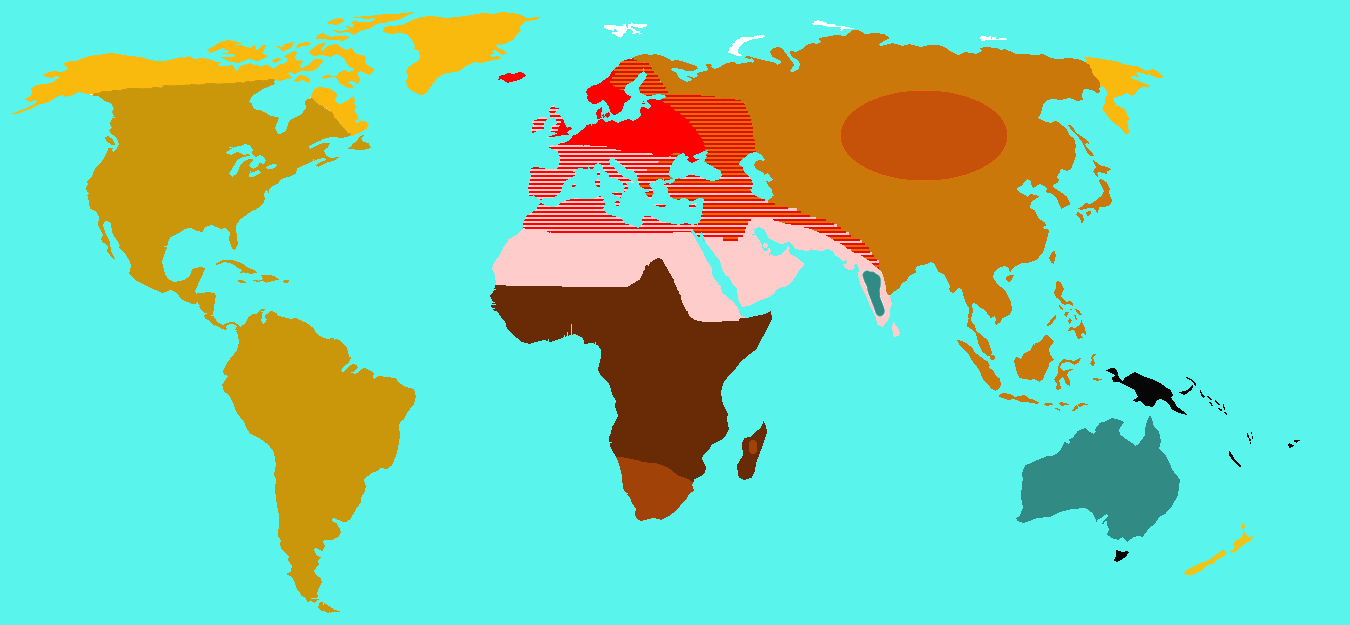
Mappa della distribuzione delle razze umane secondo Thomas Henry Huxley.

Thomas Henry Huxley utilizzò gli studi di antropometria per definire i propri gruppi razziali; egli introdusse per la prima volta il termine Australomelanesoide nel 1870 per descrivere la "razza" degli aborigeni australiani e e li associò ai Vedda dell'India meridionale e di Ceylon. Creò inoltre il termine "xantocroide" per fare riferimento alla presunta "razza nordica" e ipotizzò che la "razza mediterranea" fosse il prodotto della mescolanza razziale tra xantocroidi e melanocroidi. Produsse una suddivisione con 9 gruppi razziali:
     boscimani
     negroide (africa subsahariana)
     negritos
     razza mediterranea (tutt'attorno al Mar Mediterraneo)
     australoide (Australomelanesoide)
     razza nordica (xantocroide)
     polinesiani
     mongoloide A
     mongoloide B
     mongoloide C
     eschimesi
Altri naturalisti del XIX secolo divennero anch'essi dei classificazioni, pur se meno conosciuti, come James Cowles Pritchard (7 razze), Louis Agassiz (12 razze) e Charles Pickering (11 razze).

#### Joseph Deniker

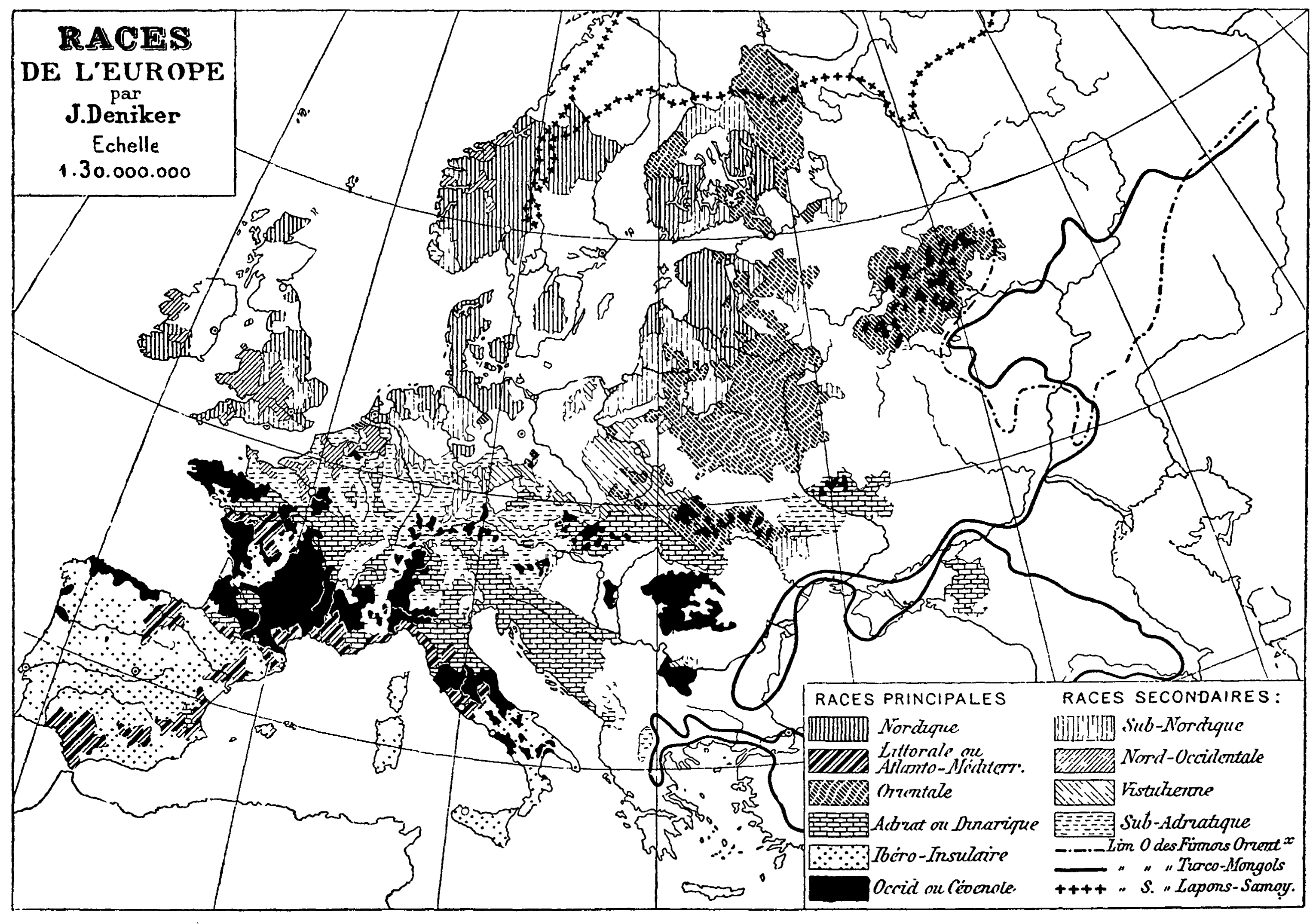
Le razze europee secondo Joseph Deniker.

Il naturalista e antropologo francese Joseph Deniker (1852-1918) stabilì una classificazione molto complessa. Si inventò più di 20 mappe rappresentative delle diverse "razze europee" le quali comprendevano sei razze principali: a) razza nordica, b) litoranea (o atlanto-Mediterranea), c) orientale, d) adriatica (o "razza dinarica"), e) ibero-insulare e infine f) occidentale (o Cevenole); più quattro razze secondari. Stabilì un'ampia discussione con William Z. Ripley sulla natura e il numero delle razze europee, in quanto quest'ultimo affermò che vi erano solo 3 gare. Inoltre criticò aspramente le classificazioni precedenti in quanto queste affermavano soltanto i caratteri su base somatica (fisici); egli invece le estese anche alle caratteristiche etniche, sociali, culturali e linguistiche (il tutto in una maniera assai dettagliata), a volte utilizzando il termine "gruppi etnici" prima ancora di quello di "razza (1900). La seconda edizione del suo libro intitolato Les gare et les peuples de la Terre (1926) fu la base di partenza per molte altre successive classificazioni nel corso del XX secolo.

#### Georges Montandon
Georges Montandon (1879 – 1944) è stato un antropologo francese di origine svizzera.
Nel 1933 la sua opera La Race, les races. Mise au point d'ethnologie somatique propone una tassonomia delle "razze" che divide la specie umana in cinque "grandi razze", suddivise in "razze", poi in "sotto-razze" e per finire in "gruppi somatici":
- Grande razza pigmoide: (pp. 122–136)
  - Razza steatopigia
  - Razza pigmea
- Grande razza negroide: (pp. 137–177)
  - Razza tasmaniana
  - Razza papuasiana
  - Razza nigritiana (negra)
    - Sotto-razza negra nilochariana
    - Sotto-razza negra sud-africana
    - Sotto-razza negra sudanese

  - Razza etiope
  - Razza dravidica
- Grande razza vedd-australoide: (pp. 178–184)
  - Razza vedica
  - Razza australiana
- Grande razza mongoloide: (pp. 185–236)
  - Razza paleo-amerindia
  - Razza neo-amerindia
  - Razza eschimese
  - Razza paleo-siberiana
  - Razza mongola
    - Sotto-razza tunguza
    - Sotto-razza nord-mongola
      - Gruppo somatico mongolico
      - Gruppo somatico coreano
      - Gruppo somatico ghiliak-aleutino
      - Gruppo somatico saiano-samoiede

    - Soutto-razza sinica
    - Sotto-razza pareenne
      - Gruppo somatico giapponese

  - Razza turaniana
- Grande razza europoide: (pp. 237–269)
  - Razza lappone
  - Razza ainu
  - Razza bionda
    - Sotto-razza nordica
    - Sotto-razza subnordica

  - Razza alp-armena
    - Sotto-razza alpina (celtica, cevenola, occidentale, alpo-carpatica)
    - Sotto-razza adriatica (dinarica, illirica)
    - Sotto-razza anatolica (eurasiatica, armenoide, assiroide)
    - Sotto-razza pamiriana (iraniana)

  - Razza bruna (mediterranea)
    - Sotto-razza ibero-insulare
    - Sotto-razza berbera
    - Sotto-razza araba
    - Sotto-razza indo-afgana
    - Sotto-razza indonesiana
    - Sotto-razza malese
    - Sotto-razza polinesiana

Si tratta di una tipologia razziale di natura zoologica e somatica. Pierre-André Taguieff propone di chiamare «racialisme» questo tipo razzismo, che definisce le razze a partire dalle caratteristiche somatiche degli individui e non su base biologica.

#### Henri Victor Vallois
Secondo l'antropologo ed esperto di Paleontologia francese Henri Victor Vallois (1889-1981) una razza è una popolazione naturale in cui spiccano caratteristiche fisiche ed ereditarie comuni. La sua classificazione del 1944 assunse una valenza classica nel corso degli anni sessanta; egli istituì quattro distinti gruppi razziali primari (australoide, leucodermo, melanodermo e xantodermo) e ventisette sottogruppi razziali:
- gruppo Australomelanesoide (australoide) o primitivo
  - Aborigeni australiani
  - Vedda
- gruppo caucasoide-leucodermo (Europoide) (bianchi)
  - razza nordica
  - razza dell'Europa orientale
  - razza alpina
  - razza dinarica
  - Razza mediterranea
  - razza dell'Anatolia
  - lingue uralo-altaiche (razza turanica)
  - semiti (bianchi sudorientali)
  - lingue indoiraniche (razza indoafgana)
  - Ainu

- gruppo negroide (melanodermo) (negro)
  - razza melanoafricana
  - etiopi
  - pigmei
  - Khoisan
  - Dravida
  - razza della Melanesia
  - Negritos
- gruppo mongoloide (xantodermo)
  - abitanti della Siberia
  - razza nordmongólica
  - razza centromongólica
  - razza sudmongólica
  - abitanti dell'Indonesia
  - abitanti della Polinesia
  - Eschimesi
  - Nativi americani

#### Carleton Stevens Coon
Carleton Stevens Coon (1904-81) ha scritto numerosi libri sulle presunte razze fino al 1954. In Africa distinguono due tipi principali: Congoidi come i Bantu e la maggioranza dei popoli africani, e Capoidi come i Boscimani; in quest'ultimo caso sosteneva che vi fu una maggiore distribuzione nella preistoria africana.
     caucasoide (Europoide)
     congoide
     capoide (Khoisan)
     mongoloide
     australoide (Australomelanesoide)
Le sue teorie non ottennero molto sostegno, in quanto furono espresse in un momento di lotta contro il pregiudizio razziale e l'uso del suffisso -oide sapeva di peggiorativo; anche nel corso degli anni sessanta le sue ipotesi hanno dovuto confrontarsi con l'avvento della moderna antropologia e genetica delle popolazioni, quindi l'accettazione delle teorie razziali furono nettamente respinte. Cinque razze riconosciute: caucasoide, congoide, capoide, mongoloide e australoide la cui distribuzione è indicata nel grafico di accompagnamento.

#### Stanley Marion Garn

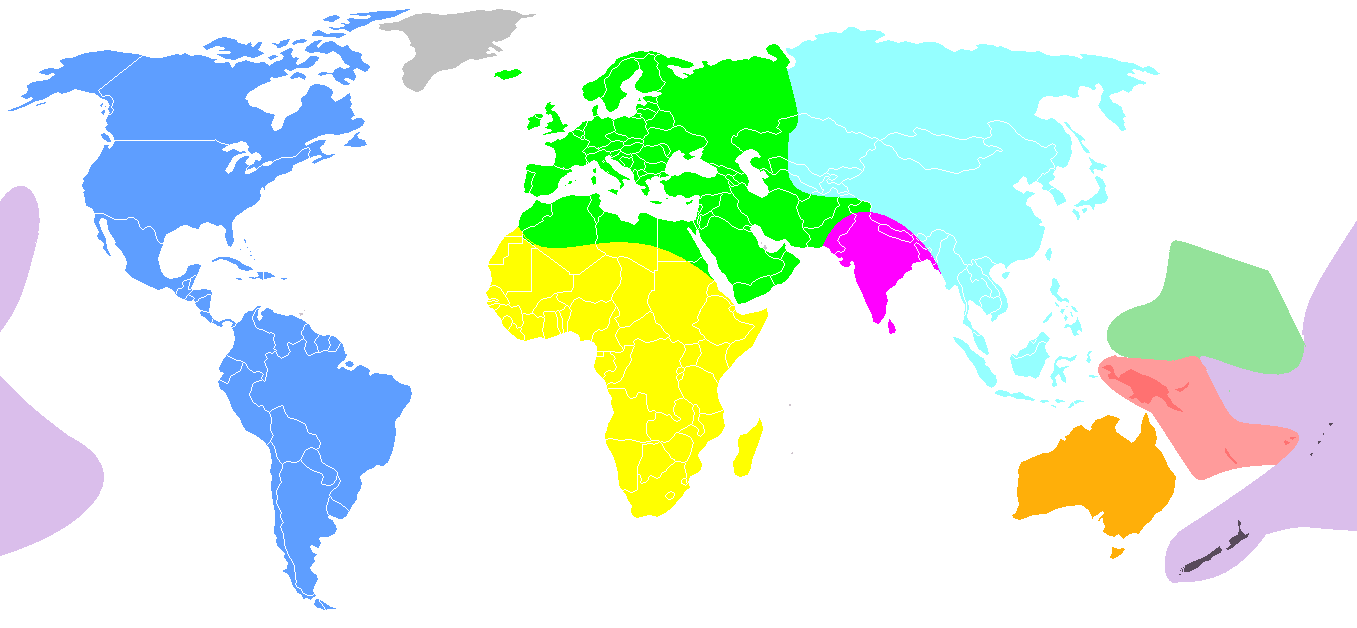
Mappa che segue la classificazione razziale di Stanley Marion Garn.

Il biologo statunitense Stanley Marion Garn (1922-2007) sostenne che l'isolamento geografico fu il fattore primario nella formazione delle razze, cosicché proprio in Oceania avrebbero raggiunto la più ampia varietà, e postulò le seguenti "razze geografiche" nel 1961:
     amerindia (Nativi americani)
     europea (Eurasia occidentale (Europa occidentale)
     asiatica (Estremo Oriente)
     africana (Africa subsahariana negra)
     India (Peninsola indostanica (dell'industan)
     australiana (Australia)
     melanesiana-papana (Melanesia)
     micronesiana (Micronesia)
     polinesiana (Polinesia)

## Antropologia moderna
A partire dagli anni '60 del XX secolo gli antropologi hanno largamente abbandonato il concetto di "razza" da un punto di vista rigidamente biologico (intesa cioè come sottospecie di Homo sapiens), stanti le gravi e oggettive difficoltà di tracciare confini netti tra le varie popolazioni a causa dei continui movimenti e rimescolamenti degli individui che ne fanno parte. Pertanto anche in ambito medico e nella ricerca biogenetica, piuttosto che alle razze, si preferisce far riferimento alle popolazioni, intese come gruppi umani assai più ristretti e uniformi in quanto ben adattatisi a un determinato ambiente geografico (ad esempio, gli abitanti di una valle montana isolata). Ben diverse sono invece le situazioni riscontrate in altre specie appartenenti alla medesima famiglia Hominidae: ad esempio, è stato osservato che negli scimpanzé la distinzione in razze biologiche o sottospecie è enormemente più semplice che negli umani, complici gli scarsissimi contatti esistenti tra i gruppi viventi nelle diverse porzioni dell'areale geografico (in gran parte frammentato) in cui è diffusa tale specie; occorre però anche considerare che la consistenza numerica di una razza o sottospecie di scimpanzé è molto scarsa, grosso modo paragonabile (in termini assoluti) a quella di una piccola popolazione locale umana.
Del tutto differente è invece il concetto di "razza" intesa come presunta identità socio-culturale, la quale, seppur totalmente priva di basi biologiche, è alla base di fenomeni quali discriminazione, xenofobia e "razzismo".